# 송도국제도시
인천경제자유구역 송도국제도시(仁川經濟自由區域 松島國際都市)는 대한민국 인천광역시 연수구 일원의 해상을 간척해 조성되는 경제자유구역으로, 약 40조원의 민간 자본 조달로 지어지고 있는 세계 최대 규모의 민간 도시 개발 사업이다. 1990년대부터 본격 시작된 상하이, 싱가포르, 두바이 등의 국제 도시 개발 사례를 토대로, 2003년부터 인천광역시 연수구와 남동구 앞 해안에 서울 여의도의 17배에 해당하고 인근의 경기도 부천시보다 큰 55km2정도를 매립한 간척지에 도시를 개발하고 있다.
부지는 매립하지 않은 바다를 사이에 두고 육지와 다리로 연결되는 인공섬의 형상을 띠고 있다. 송도국제업무지구 개발은 게일 인터내셔널(Gale International)과 포스코건설이 함께 진행하고 있다. 도시의 마스터 플랜은 콘 페더슨 폭스(KPF)의 뉴욕 사무소에서 설계했다. 기반 구조의 개발, 인력, 그리고 개발은 주로 민간의 자금 조달을 통해 이루어진다.
악 163,000명이 사는 이 지역은 대한민국 바깥에서 오는 관광객이 많이 늘어나고 있다. 또한 미래도시라고도 불리며 국제도시로 거듭나고 있다.

## 역사

송도해상신도시 조감도 (1986년)

송도국제도시는 1986년, 당시 인천직할시 도시계획국장이었던 박연수에 의하여 인천국제공항의 배후지구로 처음 구상되었다. 이 계획을 1988년 4월 이재창 시장이 노태우 대통령의 초도순시 때 보고하였고, 비슷한 시기에 시 사업으로 발표하였다. 최종적인 계획은 1991년 5월 확정되었다. 당시의 계획은 다음과 같다.
- 총 면적: 54.25km2
  - 주거지역: 14.06km2 (25.9%)
  - 상업지역: 4.24km2 (7.8%)
  - 공업지역: 0.54km2 (1%)
  - 녹지: 35.41km2 (65.3%)
- 사업 기간: 1991년 10월 ~ 2001년 (1단계), 1997년 ~ 2006년 (2단계)
- 수용 인구: 49만 명

1단계 사업의 매립 승인은 1990년 11월 건설부에서 허가하였으나, 착공은 1991년 10월, 1992년 3월 등으로 계속 연기되다가, 1994년 9월 10일에 이루어졌다.
2001년 미국의 부동산 업체 게일 인터내셔널의 회장이 송도를 방문하였으며, 2002년 3월에 게일 인터내셔널과 포스코건설이 합작 투자한 기업인 송도신도시개발(NSC)이 설립되었다. 송도신도시는 2003년 8월 5일에 청라지구 및 영종지구와 함께 대한민국의 첫 경제자유구역인 인천경제자유구역으로 지정되었고, 2005년에 송도국제도시 마스터플랜이 완성되었다. 2005년 3월 7일, 송도 컨벤션센터의 착공과 함께 국제업무지구 개발이 시작되었다. 2007년 4월 27일, NSC는 송도국제도시개발(NSIC)로 사명을 바꾸었다.
2009년 송도 컨벤시아, 센트럴파크 등 1단계 업무 및 주거 시설과 인천대교가 완공되었다. 2010년 미국 명문 채드윅 국제학교가 개교하고 잭 니클라우스 골프클럽 코리아가 완공되었으며, 2011년 초고층 아파트와 오피스 빌딩들의 입주가 시작되었다. 2012년 녹색기후기금(GCF)과 세계은행 한국사무소가 유치되었고, 2013년 G타워(150m, 33층)가 완공되어 개장하였으며, 2014년에 14,000세대의 주거 시설 분양이 완료되고 동북아무역센터가 완공되었다. 2015년에는 국제 골프 대회인 2015 프레지던츠컵을 개최하였다. 송도국제도시 내 친환경 건물 인증인 LEED 인증을 받은 건물은 2015년 9월 기준으로 14곳에 이른다. 2019년 5월 현재 주민등록 인구는 약 15만 명이다.

### 명칭 논란
송도국제도시가 조성된 간척지 근방의 원래 지명은 옥련(玉蓮)이었으나 일제 강점기인 1936년 10월 인천부가 부천군 문학면 일부를 편입하면서 송도(松島)로 바뀌었다가 1946년에 환원되었다. 이 송도라는 이름에 대해서는 일본 군함인 마쓰시마함에서 따 왔다는 설과, 미야기현의 마쓰시마섬에서 따 왔다는 설 두 가지가 중론이다. 즉 그 일대에 '송도'라고 불리는 섬도 존재하지 않았다. ‘송도신도시’는 ‘송도 앞바다에 조성되는 신도시’라는 뜻에서 임시로 붙인 가칭에 불과하였는데, 지명의 연원에 대한 고찰 없이 인천시가 “인근을 ‘송도’라 불렀다”라는 진술에 의존하여 공식 명칭으로 정하면서 굳어졌다.
온라인 커뮤니티에서 새로운 명칭에 대한 의견으로 언급되는 것으로 '자유시(구)', '미추홀시(구)' 등이 있었으나 인천광역시 남구가 미추홀구로 변경되며 이름을 선점하였다.

### 관할권 분쟁
1단계로 매립된 지역은 연수구 관할로 확정됐으나, 나머지 부지는 관할 지자체가 미확정이었다. 남동구는 아직 소속 지자체가 미확정인 10공구(인천신항)와 11공구 지역이 남동구 앞바다였음을 들어 관할권을 주장하였고, 연수구는 송도국제도시의 관할을 일원화하여야 관리에 유리함을 들어 관할권을 주장하였다. 2015년 10월 26일 열린 지방자치단체중앙분쟁조정위원회 회의에서 결론을 내지 못했다. 결국 2015년 12월 21일, 행정자치부 지방자치단체중앙분쟁조정위원회에서 10공구 매립지가 연수구 관할임을 의결하였다.

## 주요 시설
송도 전체 면적의 15%가량을 차지하고 있는 송도국제업무단지(IBD)에는 컨벤션센터, 채드윅 국제학교, 박물관, 생태관, 문화센터, 잭 니클라우스 골프 클럽, 포스코타워-송도, 더샵 퍼스트 월드 주상복합, 센트럴 파크 등이 들어서 있다. 2009년 6월 1일에 인천 도시철도 1호선의 노선이 연장 개통되어 캠퍼스타운역, 테크노파크역, 지식정보단지역, 인천대입구역, 센트럴파크역, 국제업무지구역의 6개역이 신설되었다. 2020년 12월 12일에는 인천 도시철도 1호선이 연장되어 송도달빛축제공원역이 신설되었다.

### 송도 센트럴파크
센트럴공원으로도 불린다. 인천 도시철도 1호선 센트럴파크역 인근에 자리잡고 있으며 송도국제도시의 일부분인 송도 국제업무지구의 중앙에 위치해 있다. 규모는 411,324m², 약 14만평이다. 이는 축구장 면적 56배 크기이며 여의도 공원의 2배 규모다. 하지만 송도 국제도시에 조성된 공원 중 가장 큰 규모의 공원은 아니다.
송도 국제업무단지 개발을 총괄하는 본래 뉴욕 출신인 게일 인터내셔널 사의 스탠 게일 회장이 뉴욕의 센트럴파크처럼 도심속의 영원한 대형 녹지를 송도 국제업무단지에도 조성하자는 취지를 밝히면서 송도 센트럴파크가 가시화되었다. 설계는 송도의 동북아트레이드타워를 비롯해 뉴욕 프리덤타워와 상하이의 상하이타워 등 세계 유수 랜드마크를 설계했던 KPF사에서 맡았다.
대한민국 최초의 해수 공원이다. 공원 내에 바닷물을 실시간 정화해서 1급수 상태의 해수를 끌어들인다. 이 엄청난 용량의 해수는 공원 중앙 폭 30m~100m 규모의 수로에 흐르게 되며 센트럴파크 중앙을 가로지르는데 담수량은 9만톤에 달하면서 수로의 길이는 1.8km에 달해 강이라고 불러도 어색하지 않을 크기다. 센트럴파크에서 4km거리에 떨어진 해수처리장에서 바닷물을 취수해 필터 및 자외선 살균 등 3단계의 정화 과정을 거쳐서 공원 수로에 공급하는데 덕분에 이 해수로의 수질은 항시 1급수를 유지하고 있다. 숭어와 우럭, 꽃게, 망둥어 등 여러 바다 생물들이 살고 있기도 하다.
또 이 공원은 설계에도 한국적 특징을 담았는데, 바로 한국의 동고서저 지형 특징을 구현한 것과 한반도 남단 다도해를 표현한 수로 위의 섬들이 그 예다. 실제로 공원의 동북부에 인접할수록 높은 구릉과 수풀이 우거진 언덕 산책길이 조성되어 있으며, 수로 중앙부에는 다양한 섬들이 갖춰져 있다.
공원 동쪽 동북아트레이드타워 방향에 위치한 이스트보트하우스에서는 카누와 카약, 전기 보트, 파티 보트, SUP보트를 이용할 수 있으며 공원 서쪽 인천 아트센터 방향에 위치한 웨스트보트하우스에서는 이스트보트하우스를 거쳐 다시 웨스트보트하우스로 복귀하는 수상택시를 이용할 수 있다.
아시아 최초의 국제기구 본사 유치로 화제가 된 녹색기후기금(GCF) 본사가 위치한 G타워 역시 센트럴파크 내부에 있다. 인천 지하철 1호선 센트럴파크역 4번 출구에서 가깝다.

### 송도 워터프론트
송도의 워터프론트는 천혜의 해양 자원을 이용하여 관광, 레저, 도시 인프라 기능을 개발하는 사업이다. 송도 국제도시의 개발의 주된 자금 경로인 송도 내 토지 매각을 통해 자원을 조달한다.
워터프론트는 송도 내부를 'ㅁ' 자로 휘감는 수로를 만들어 항시 1~2급수 수질의 바닷물이 흐르게 만들어 해양 자원을 적극 이용한다는 청사진을 바탕으로 개발되며 1단계로 2019년까지 6, 8공구 인공 호수에 도심형 인공 해수욕장과 마리나 시설등을 개발한다. 개발은 총 3단계로 나뉘는데 2022년 이후면 송도 내부에 4개의 대규모 해수로가 생겨나게 된다.

### 오션스코프
송도국제도시에서 인천대교 방향으로 나 있는 전망대이다. 3개의 컨테이너 형태의 구조물이 서해바다를 향해 설치되어 낙조 노을과 인천대교를 감상하기에 적합하다.

### 포스코타워 송도
동북아무역타워(영어: Northeast Asia Trade Tower) 또는 포스코타워 송도(동북아무역타워)(한자: 東北亞貿易塔)는 대한민국 인천광역시 연수구 송도국제도시에 있는 마천루이다. 높이 68층, 305m 규모로 2017년 잠실 롯데월드타워 완공 전까지 대한민국 최고층 빌딩이었다.[가] NEATT 사업은 총 사업비 5,163억원을 들여 송도에 지하 3층·지상 68층, 높이 지상 305m(해발 312m), 건축연면적 195,924m2의 규모다.

### 송도컨벤시아
한반도의 태백산맥을 본따 만든 다채로운 외관의 복합 컨벤션 센터이다. 송도에 진출한 20여개의 국제 기구를 바탕으로 국제 회의, 대형 컨벤션, 부동산 박람회 등이 진행되고 있다.

### 트라이볼 (Tri-Bowl)
포스코 건설이 인천대교 완공을 기념하여 기부 채납한 구조물인데 3개의 그릇이 합쳐진 느낌의 특이한 건축미를 자랑한다. 아래에서 위로 건축물의 면적이 넓어지는 세계 최초의 역쉘 공법으로 건축되었는데 송도, 청라, 영종으로 이뤄진 인천경제자유구역 3파를 상징하며 동시에 인천이 가진 유수의 자원인 공항, 항만, 철도를 의미하기도 한다.

### G타워 (G-Tower)
송도의 랜드마크중 하나라고 할 수 있는 센트럴파크 내부에 위치한 공공 청사 건물이며 총 33층으로 이루어져있다. 이곳에는 GCF 본 사무국을 비롯한 여러 국제기구들이 입주해 있으며 인천경제자유구역을 전두지휘하는 인천경제자유구역청도 입주해 있다.
29층에는 하늘정원 테라스가 조성되어 송도 센트럴파크와 주위를 한눈에 조망 가능하며 33층에는 무료 전망대 및 인천경제자유구역 홍보관이 조성되어 송도의 개발 배경과 성과등의 지식을 채우거나 야경을 관람할 수 있는 장소가 되고있다.

## 교육
- 박문여자고등학교
- 인천포스코고등학교
- 신송고등학교
- 인천해송고등학교
- 인천연송고등학교
- 인천과학예술영재학교

### 인천대학교
인천대학교(仁川大學校, Incheon National University)는 대한민국 인천광역시 연수구에 있는 국립대학법인이다. 2009년 8월 인천 미추홀구 도화동에 위치한 제물포캠퍼스에서 인천 연수구 송도동에 위치한 송도캠퍼스로 이전하였다. 2010년 3월 인천대학교와 인천전문대학이 통합을 하였다. 2015학년도 1학기까지 인천대학교 제물포캠퍼스를 운영한다. 2015학년도 2학기부터 인천대학교 제물포캠퍼스 학생들도 송도캠퍼스에서 수업을 듣는다.

### 연세대학교 국제캠퍼스
연세대학교 국제캠퍼스(延世大學校 國際-, Yonsei University International Campus)는 인천광역시 연수구에 있는 연세대학교의 캠퍼스이다. 2006년 5월 8일 인천광역시와 연세대학교 사이에 연세 송도국제화복합단지의 협정을 했다. 국제켐퍼스는 1단계(2010년 완공), 2A단계(2013년 1월 완공), 2B단계(2014년 완공)로 개교를 했다. 1-3단계가 시작될 예정이다. 연세대학교에서 해외 명문 대학들이 오랜 세월 동안 채택해 온 선진 명문형 교육모델인 레지덴셜 칼리지(Residential College:RC) 프로그램을 국제캠퍼스에 도입함으로써 전인교육, 국제화교육, 창의교육을 실현하고 있다.

### 한국뉴욕주립대학교

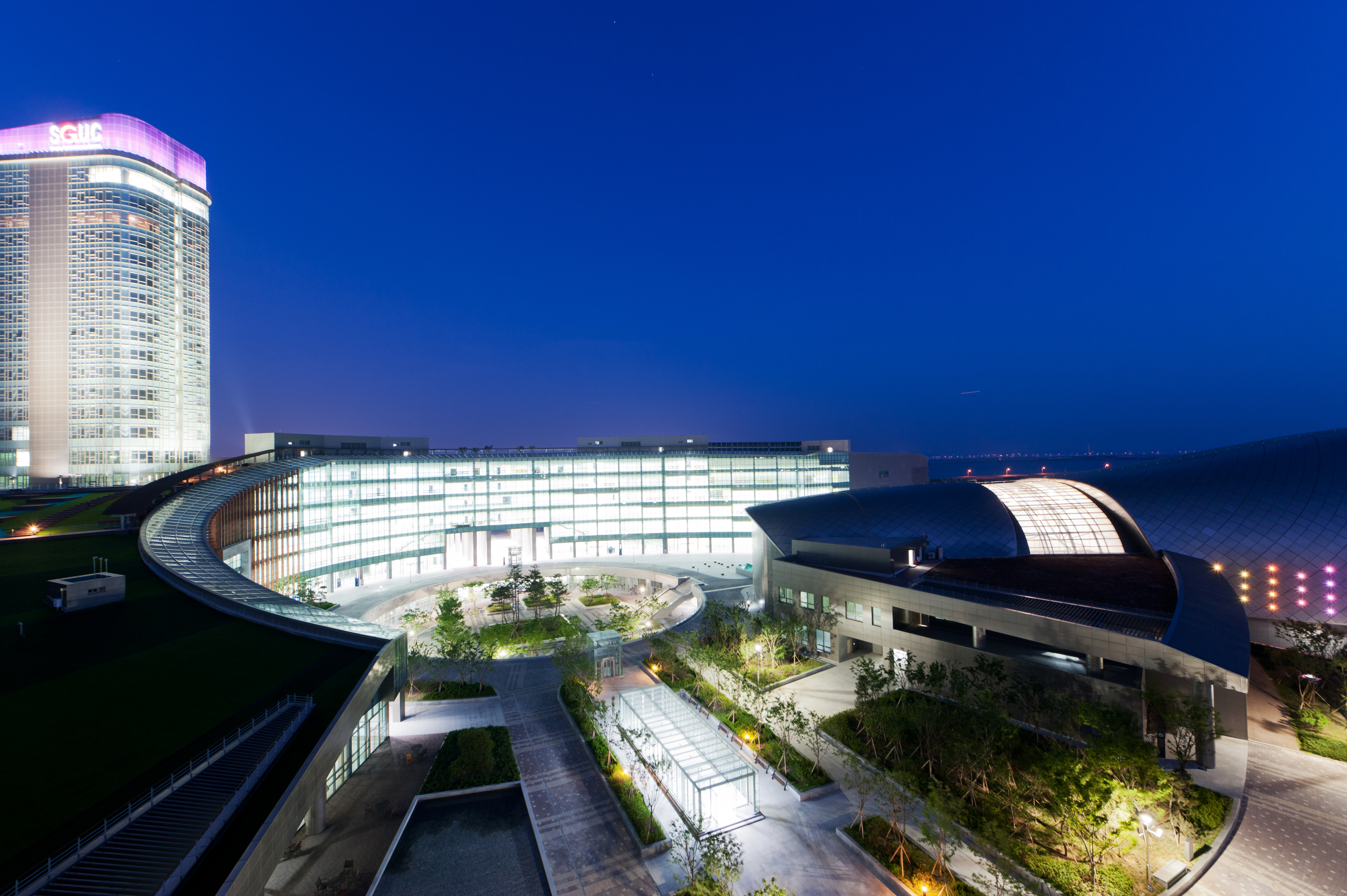
송도글로벌캠퍼스

한국뉴욕주립대학교(SUNY Korea, State University of New York Korea)는 대한민국 인천광역시 연수구에 있는 스토니브룩 대학교의 캠퍼스이다. 미국의 스토니브룩 대학교에서 직접 입학 및 졸업사정을 담당하는 것이 특징이다. 한국뉴욕주립대학교(SUNY Korea, State University of New York Korea)는 뉴욕 주립 대학교 스토니브룩 캠퍼스에서 설립한 최초의 글로벌캠퍼스이다.

### 채드윅송도국제학교
채드윅 국제학교(Chadwick International)는 인천광역시 연수구에 위치한 외국교육기관이다. 2010년에 개교했으며, 유아원, 유치원, 초등학교, 중학교, 고등학교 과정이 편성되어있다. 채드윅송도국제학교는 대한민국의 교육과정에 대입해보면 초등학교 과정부터 고등학교 과정까지 총 12년제의 내국인 재학이 가능한 외국인 국제학교이다.

### 칼빈매니토바국제학교
칼빈매니토바국제학교(Calvin Manitoba International School)는 인천광역시 연수구 (구)인천가톨릭대학교 조형예술대(송도동 9-3)에 위치한 외국교육기관이다. 2023년에 채드윅송도국제학교에 이어서 대한민국의 3번째 초중등 외국교육기관으로 지정된 칼빈매니토바국제학교는 유치원 과정부터 고등학교 과정까지 경자청 외국인 주재원들뿐만 아니라 내국인이 외국 거주의 조건 없이 일정 비율까지 입학 가능한 캐나다 주교육부 소속의 학력인증 사립국제학교이다.

### 인하대학교 송도캠퍼스 (예정)
인하대학교 (仁荷大學校, Inha University)는 11개 단과대학, 65개 학과, 9개 대학원 등을 갖춘 대한민국의 사립 종합대학이다. 한진그룹 비영리법인부문 정석인하학원, 한국항공대학교 및 인하공업전문대학도 같은 재단하에 있다. 연세대와 마주보는 11공구 지역에 들어설 예정이다.

## 갤러리

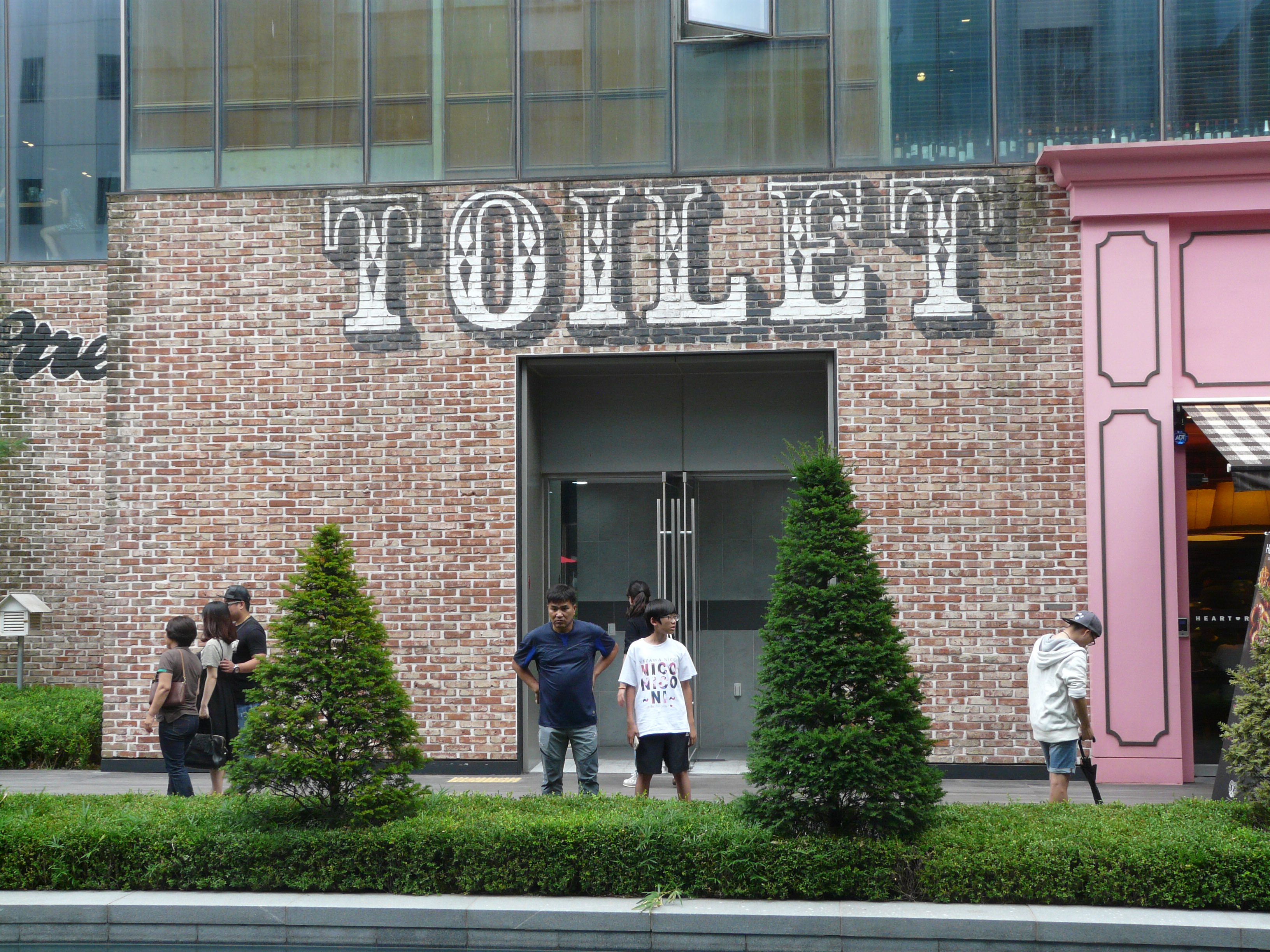
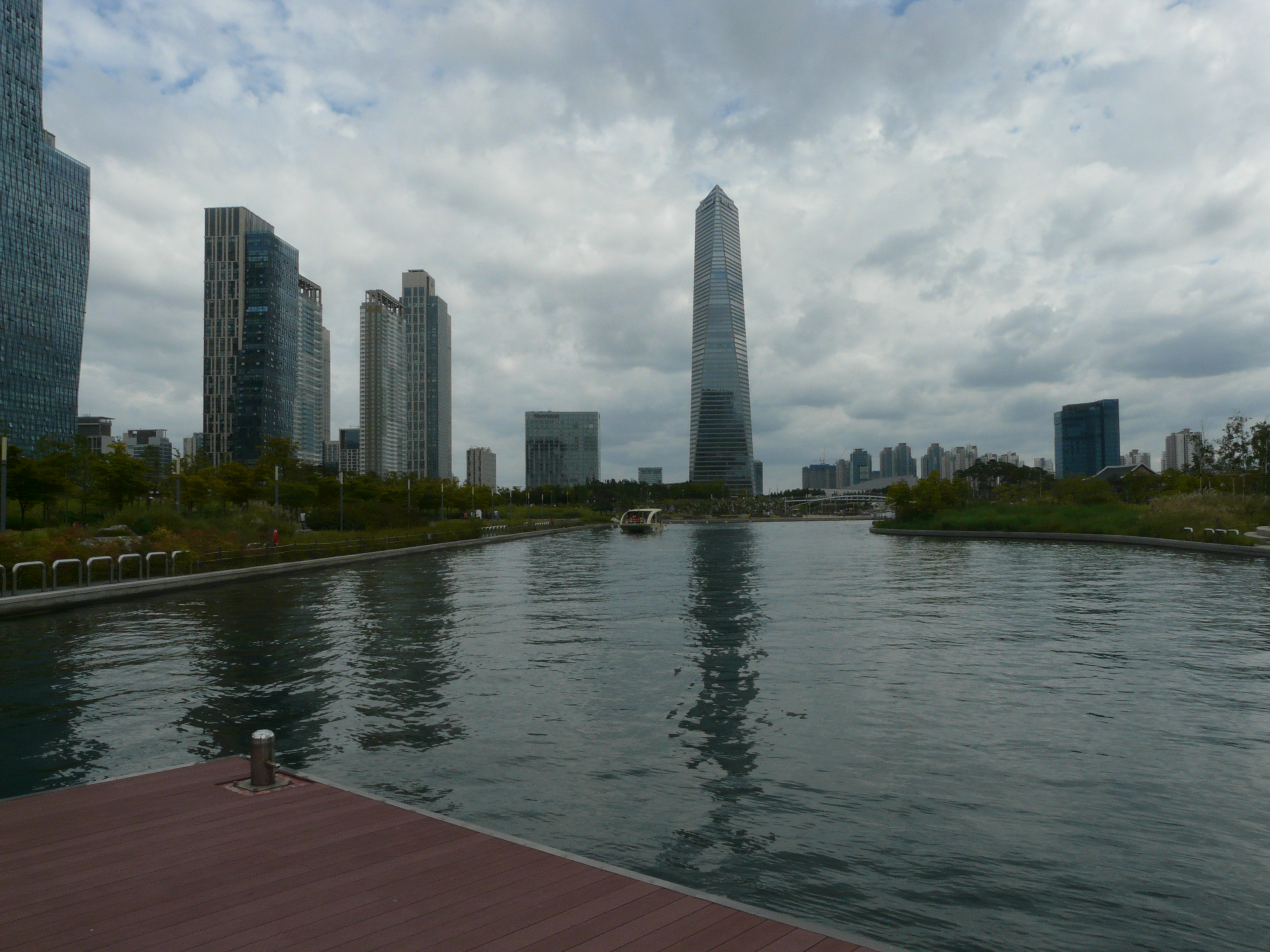
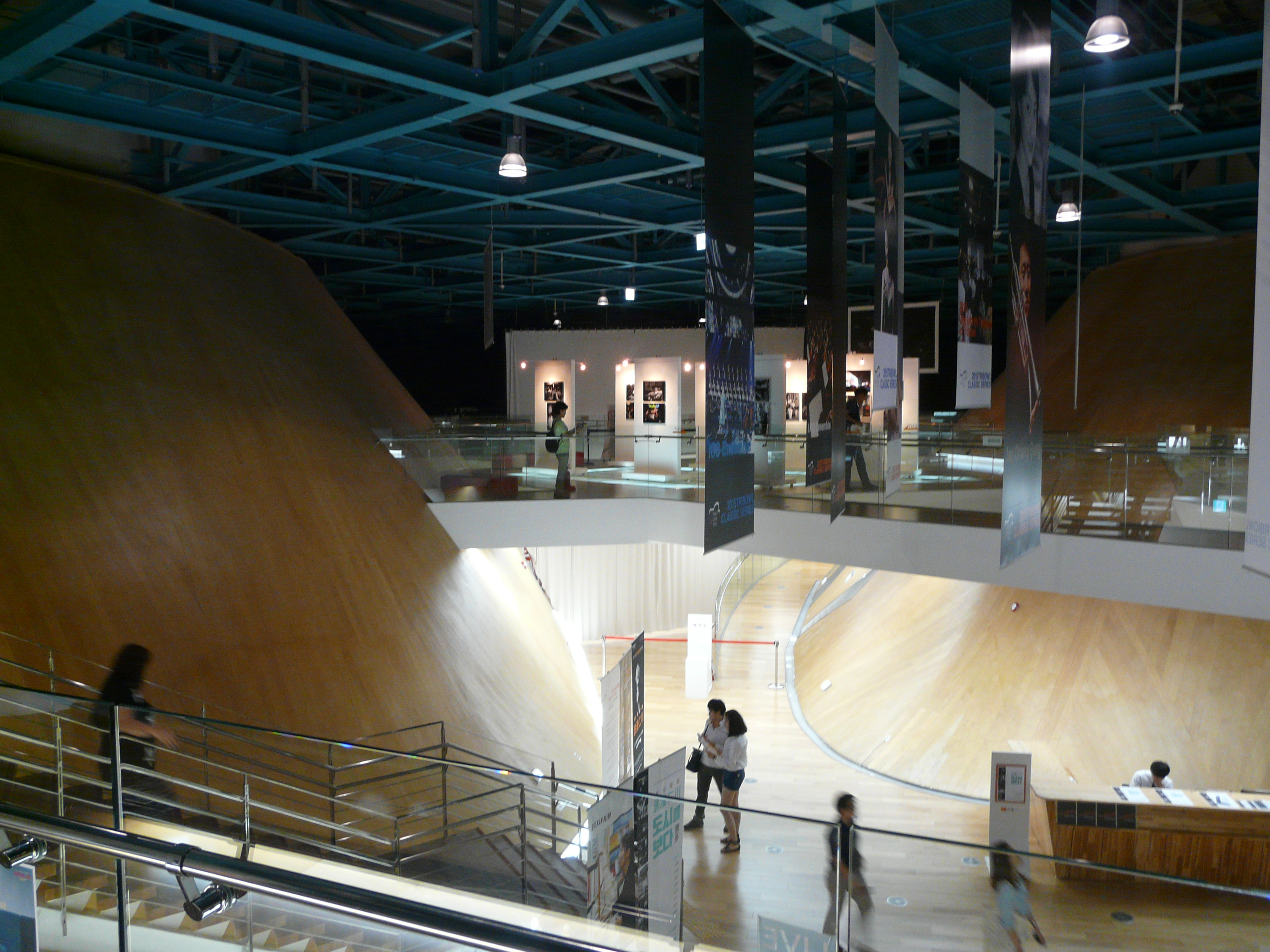
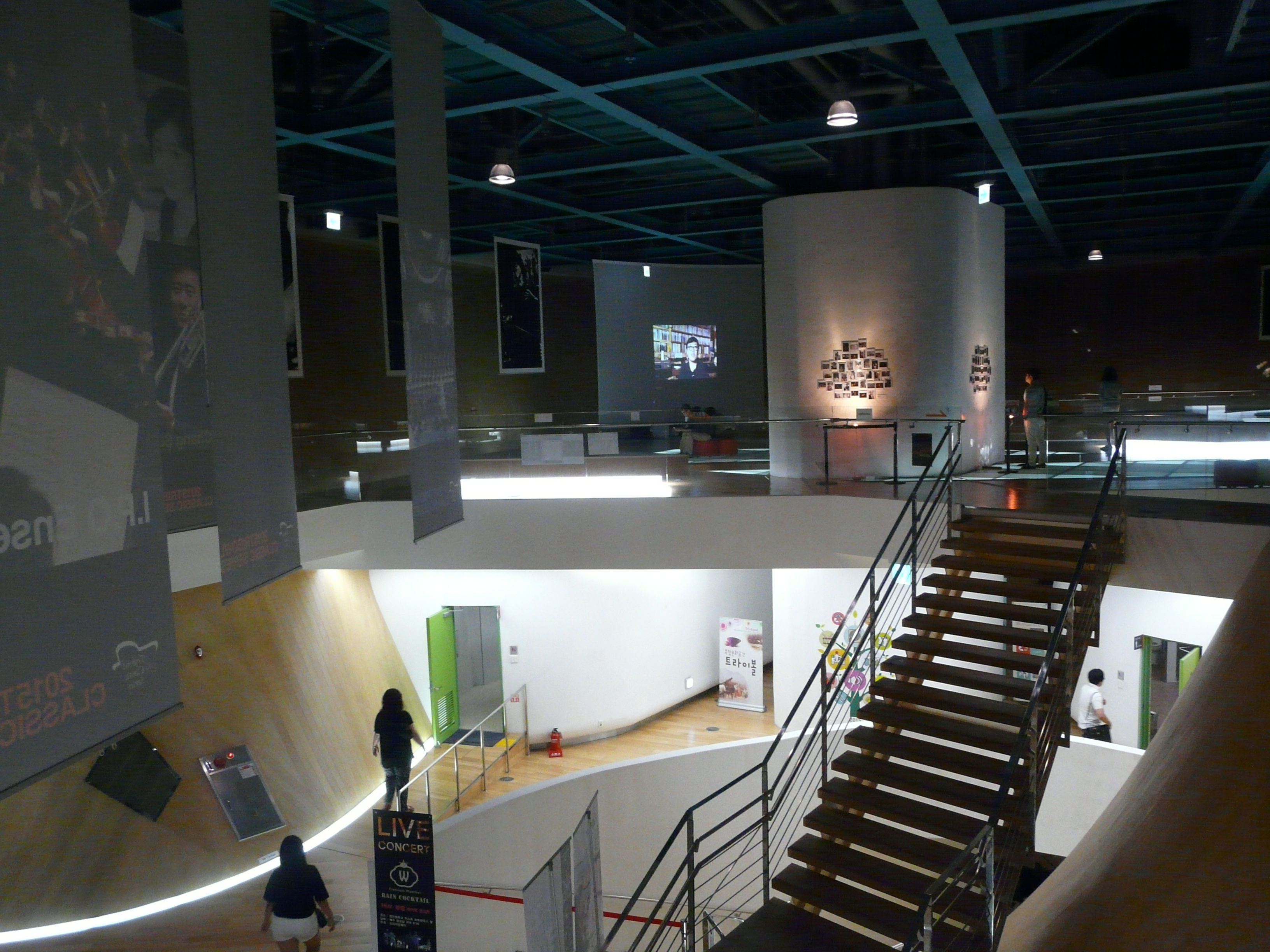
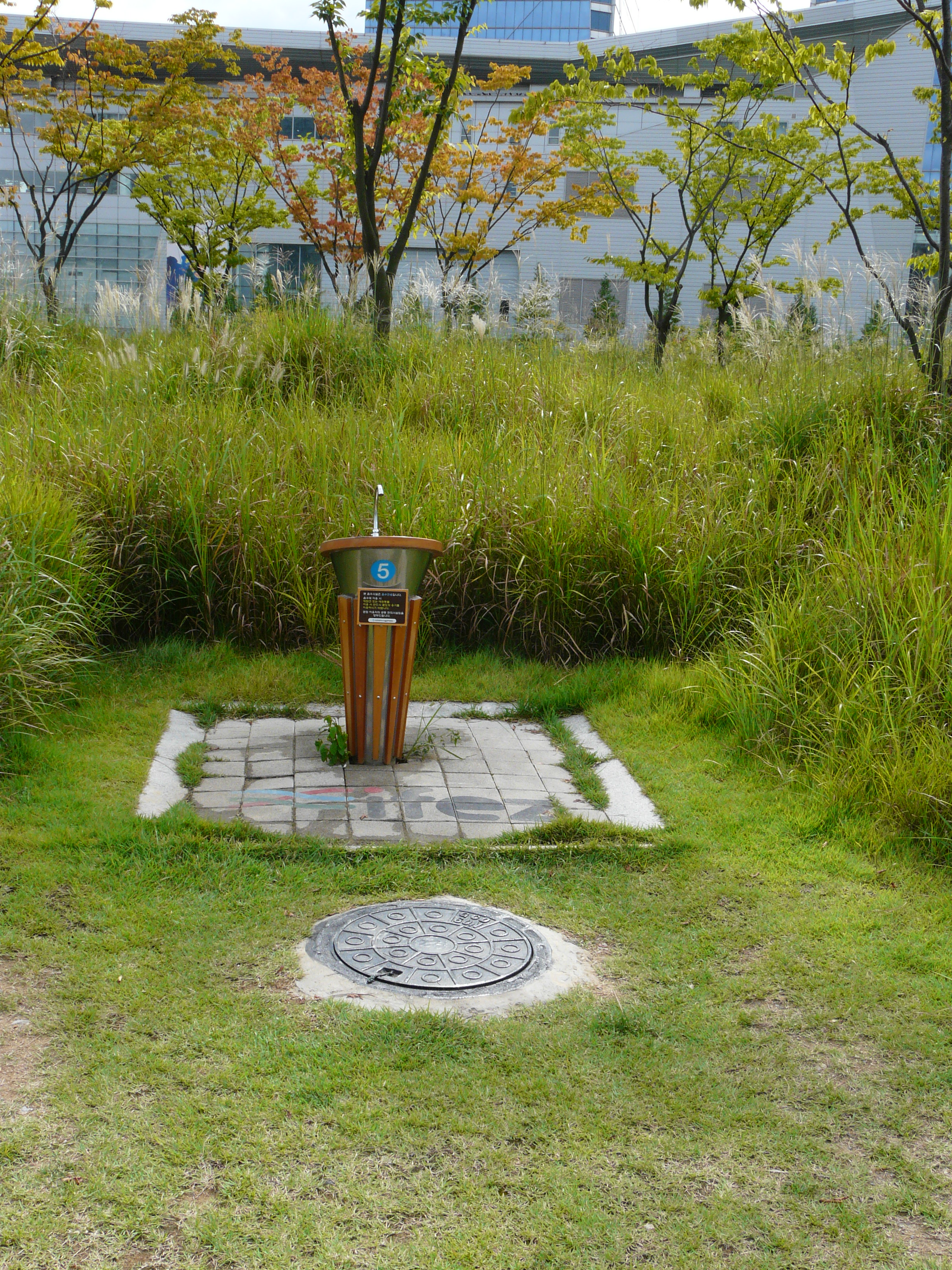
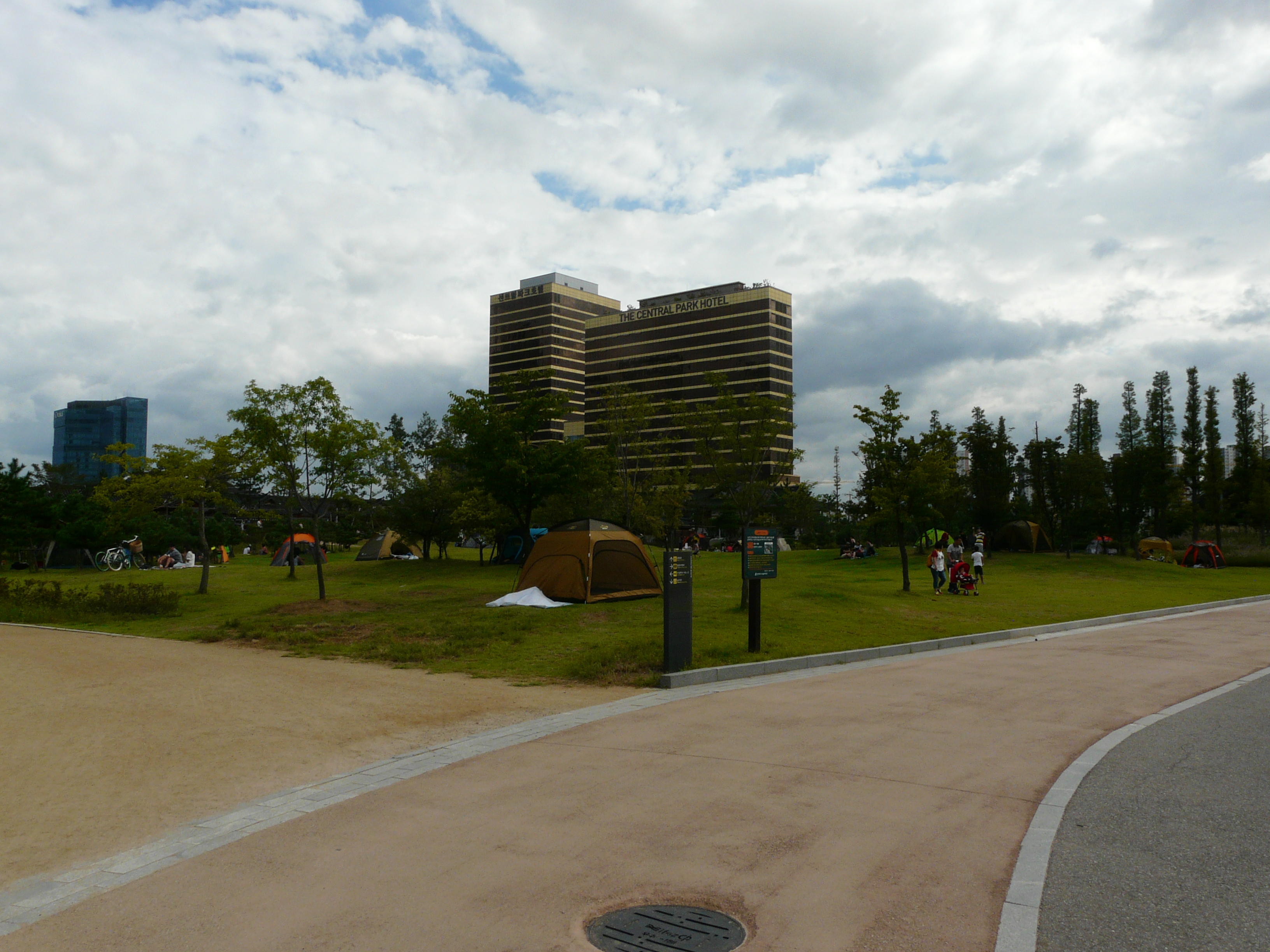
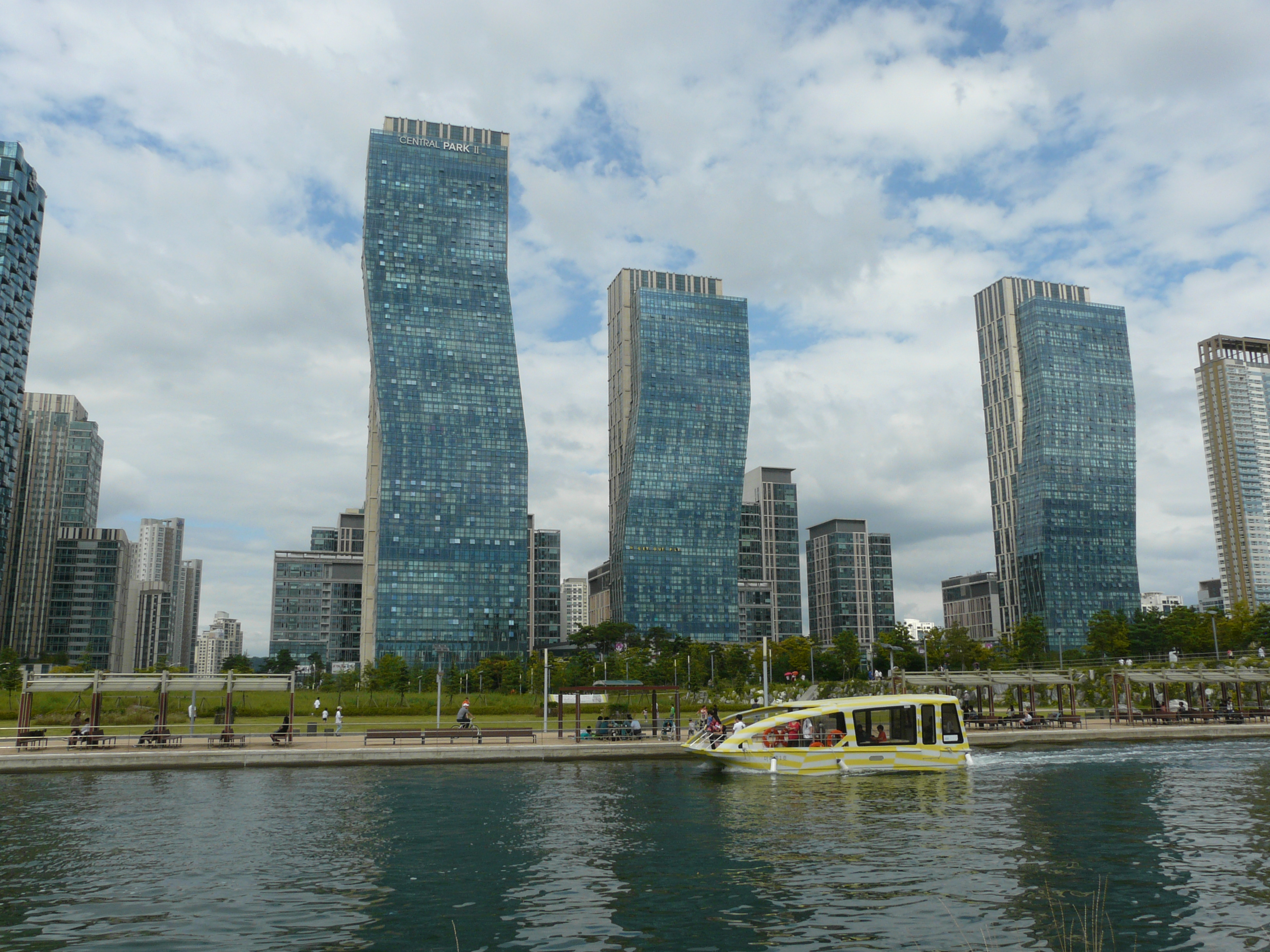
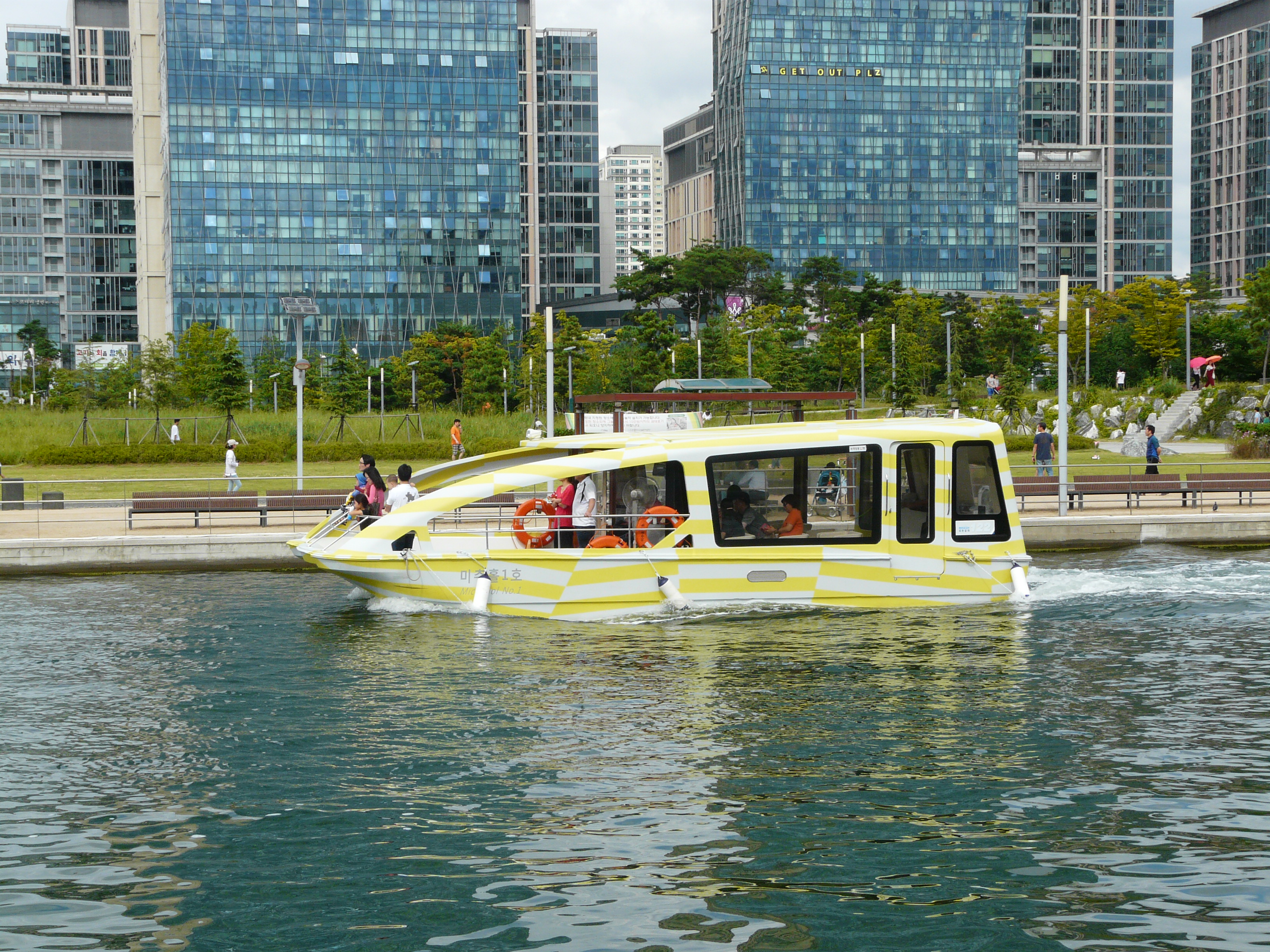
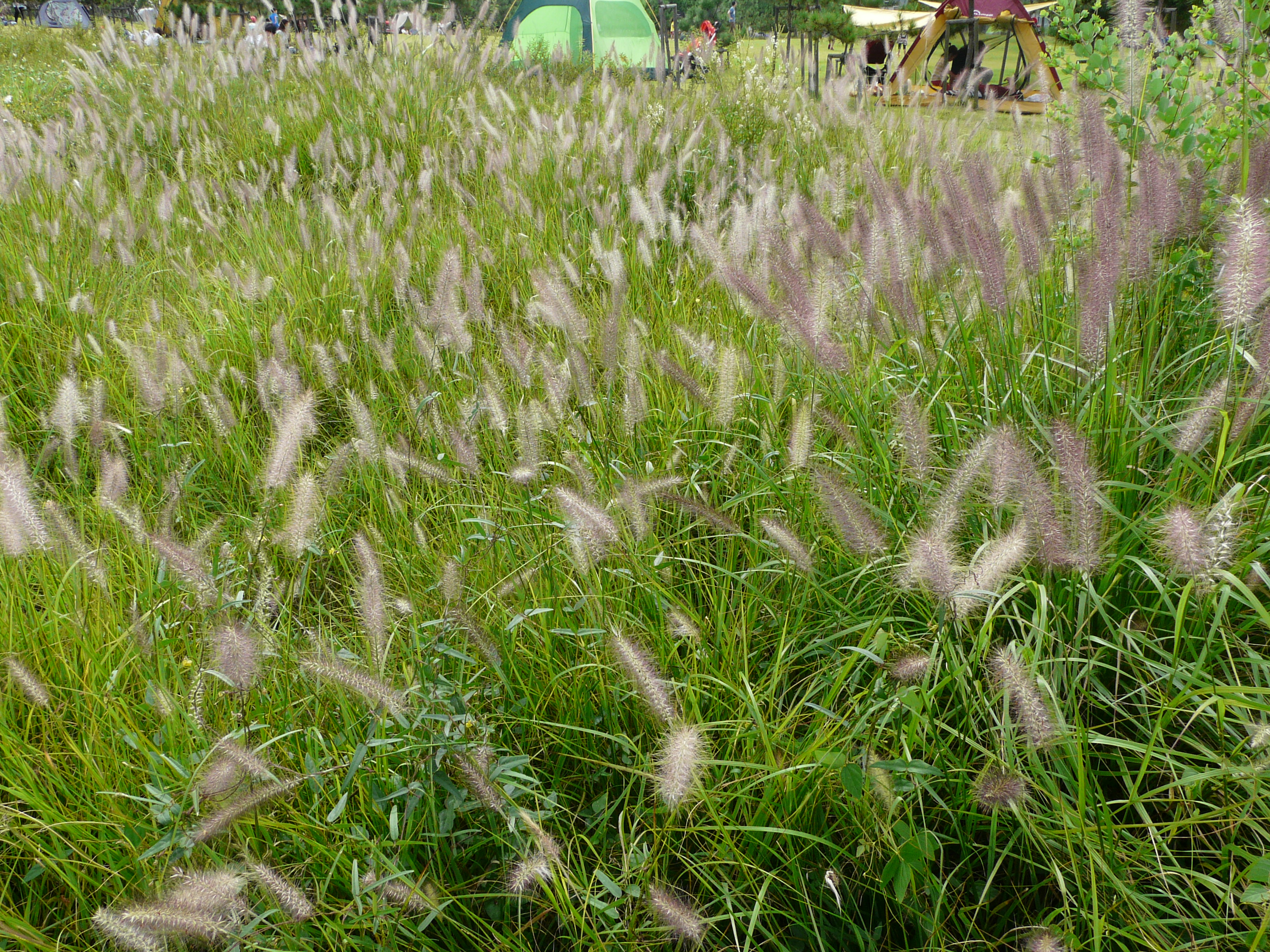
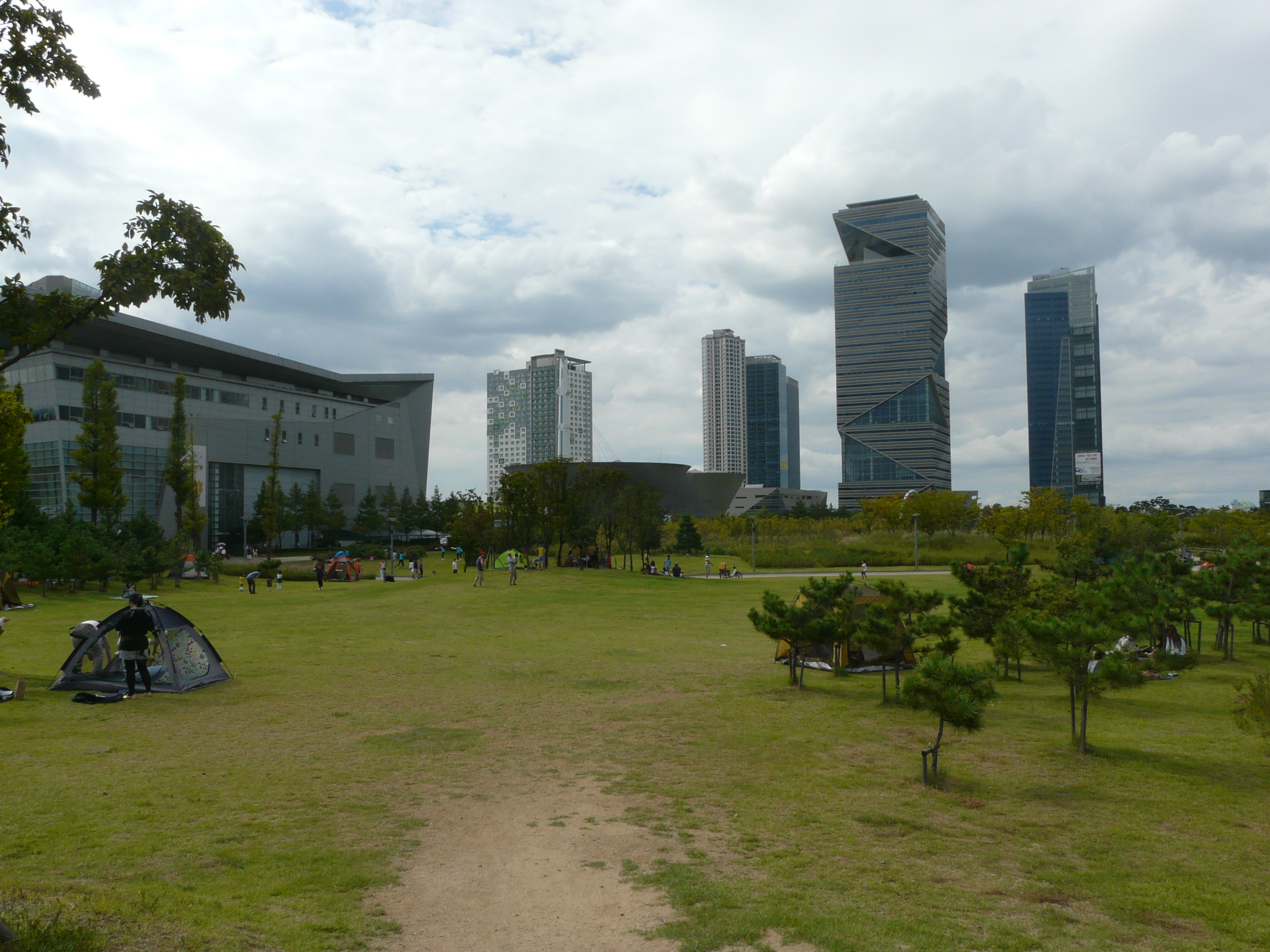
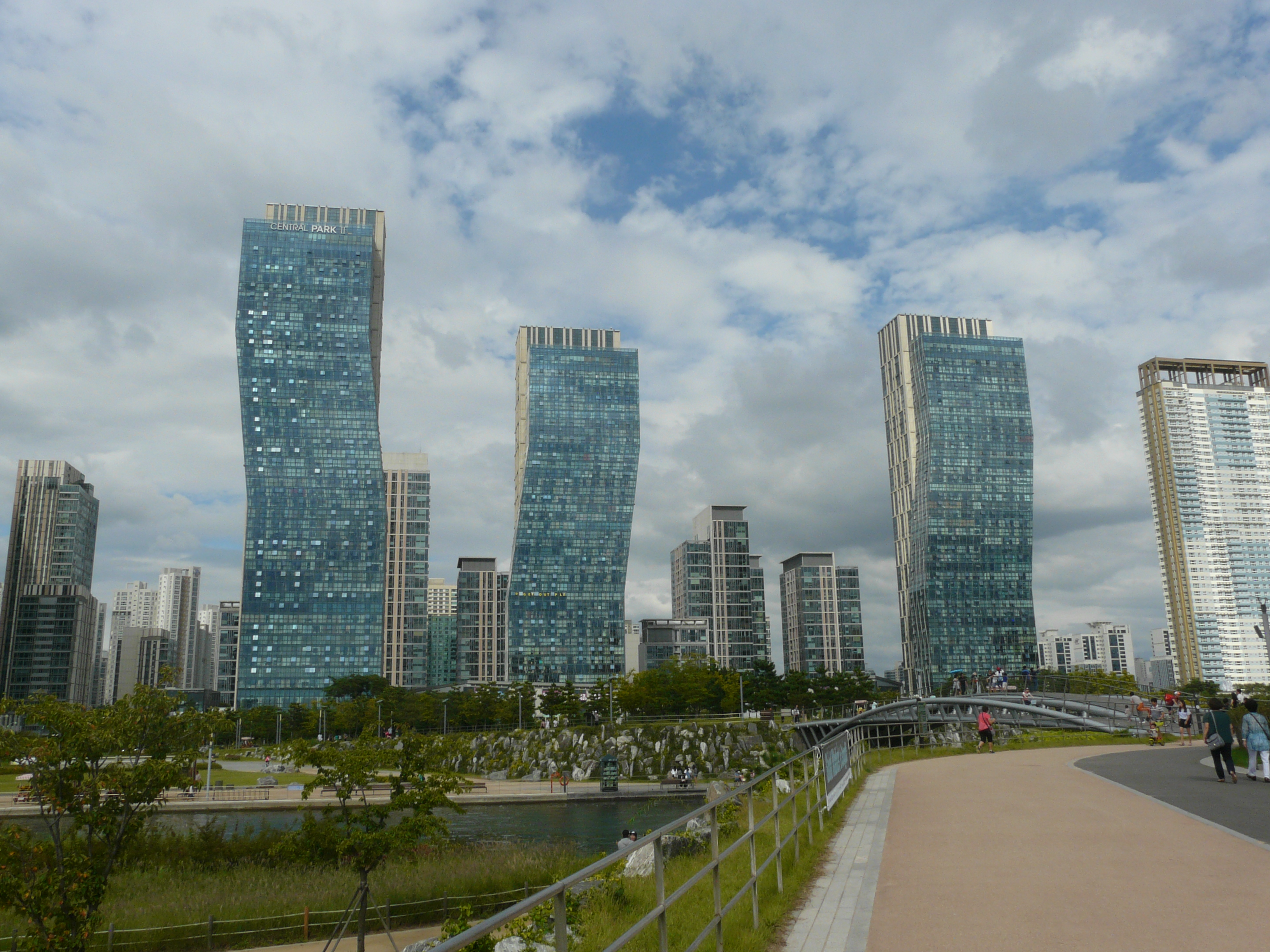
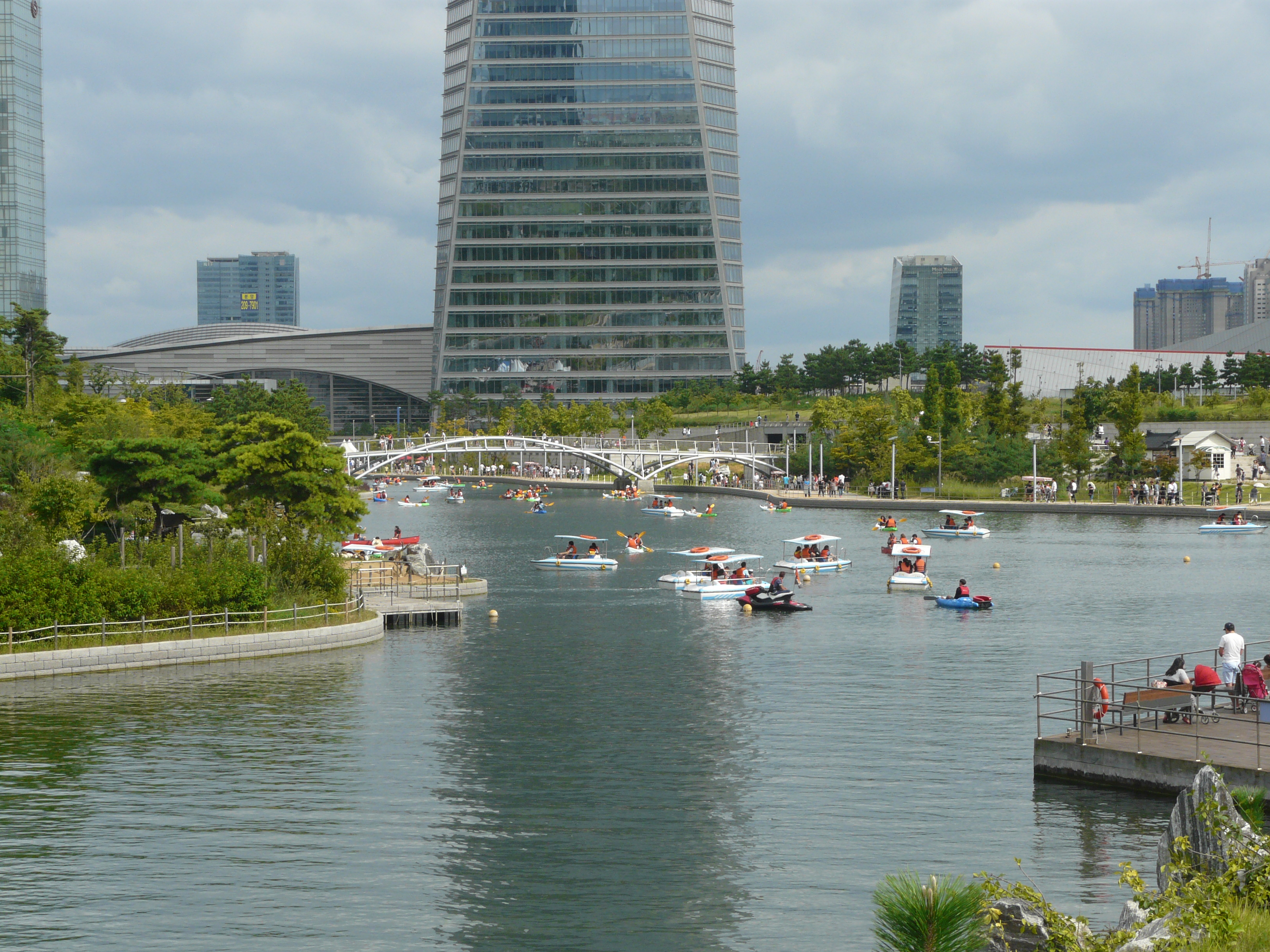
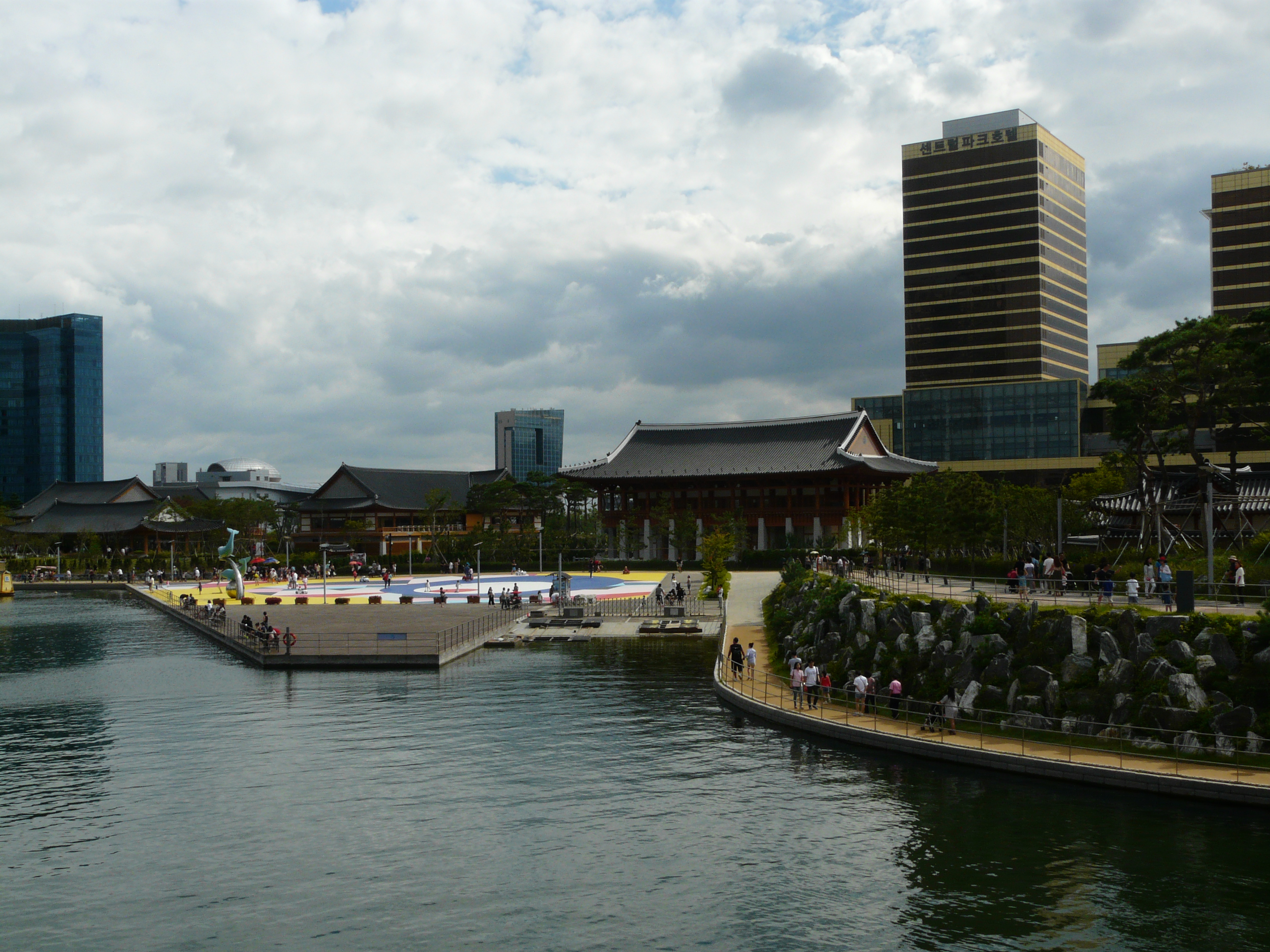
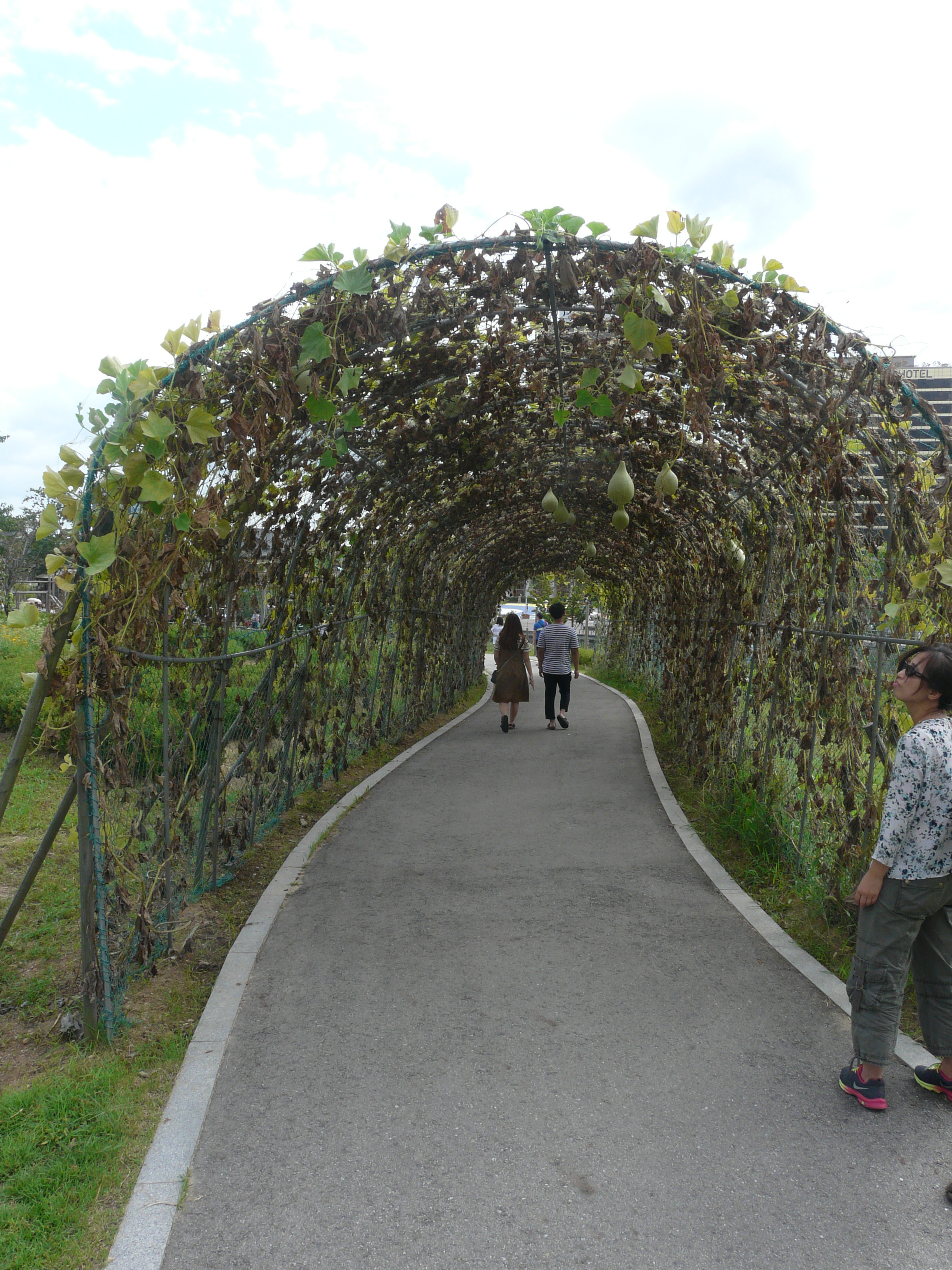
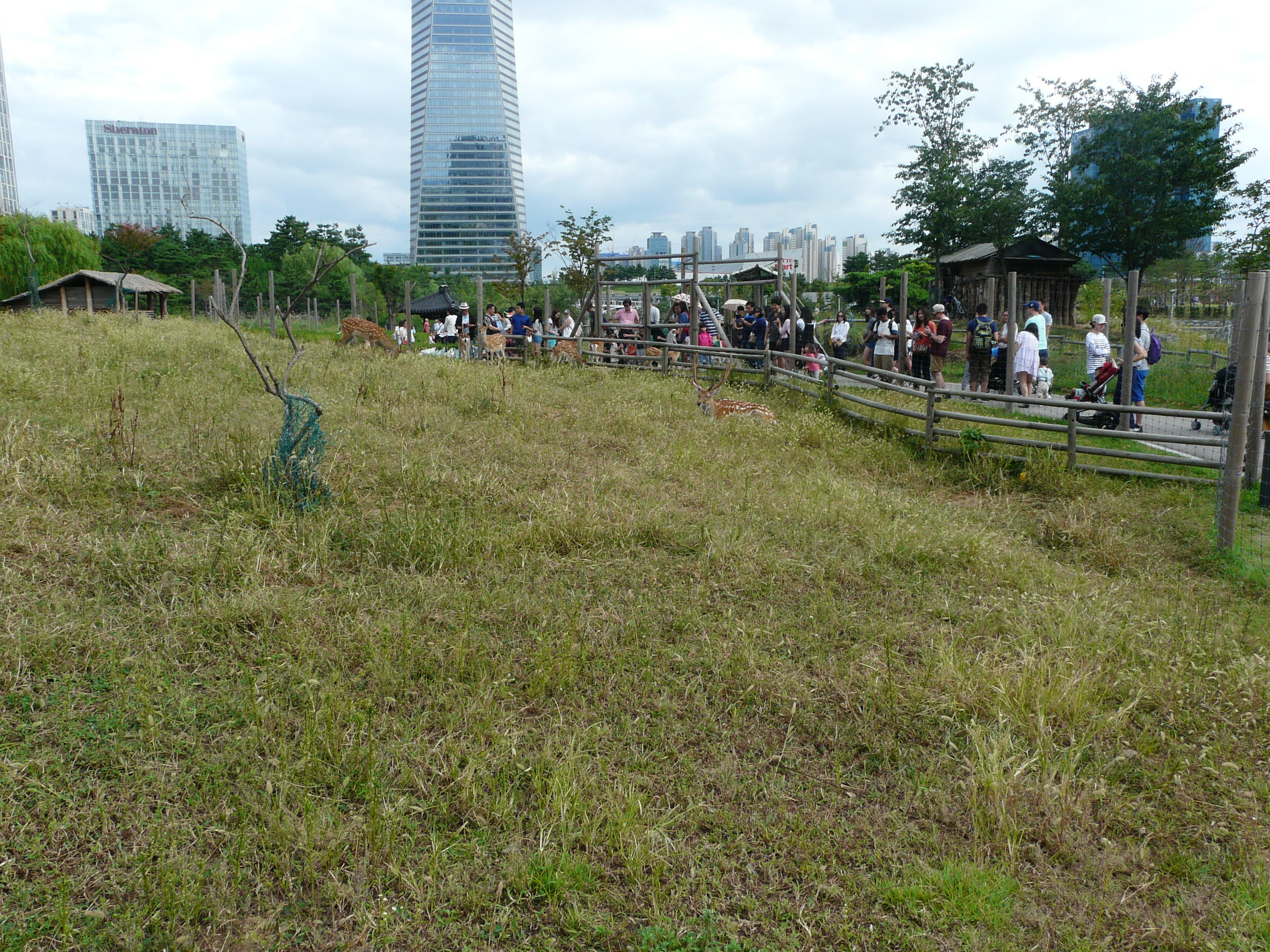
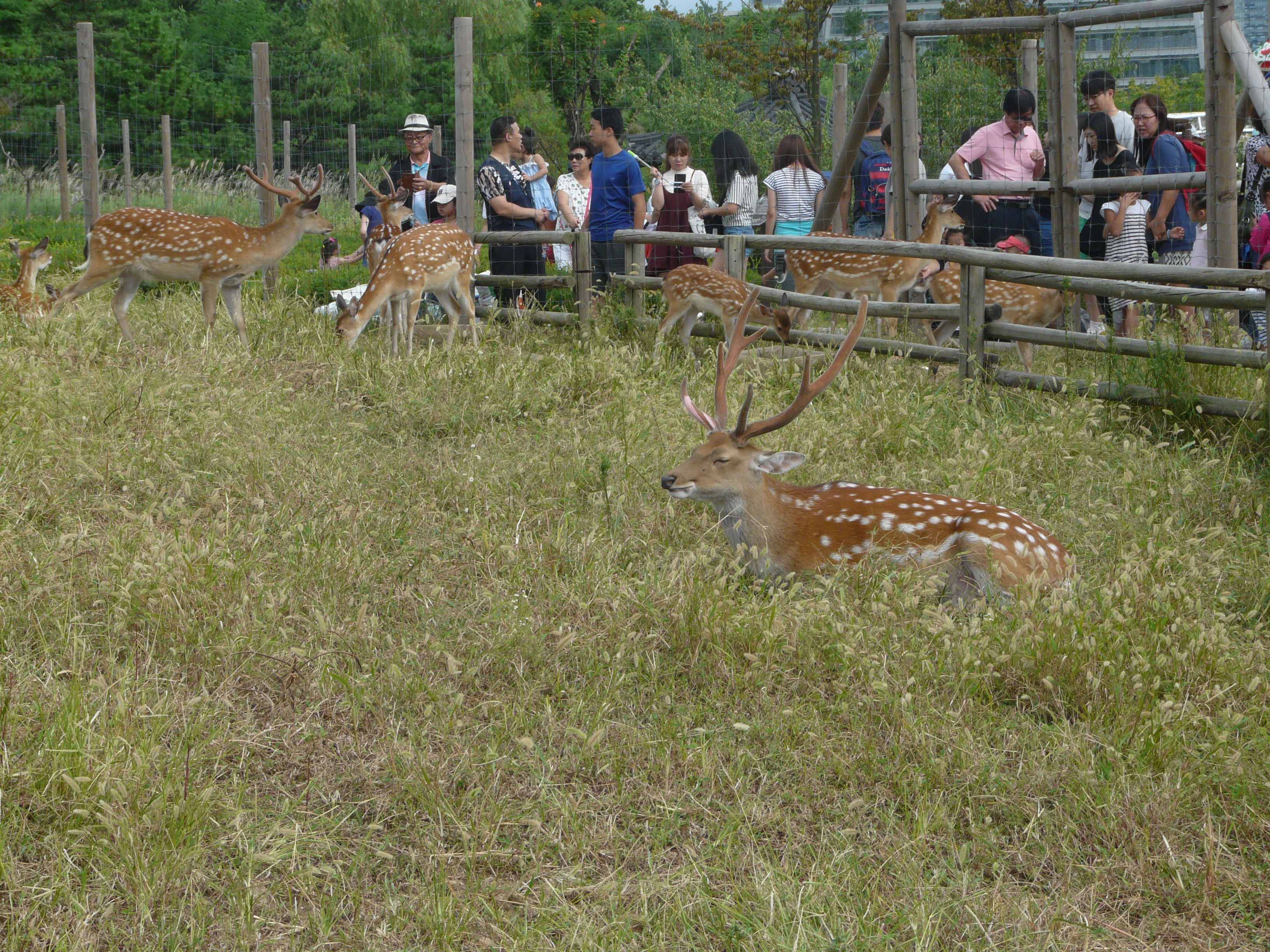
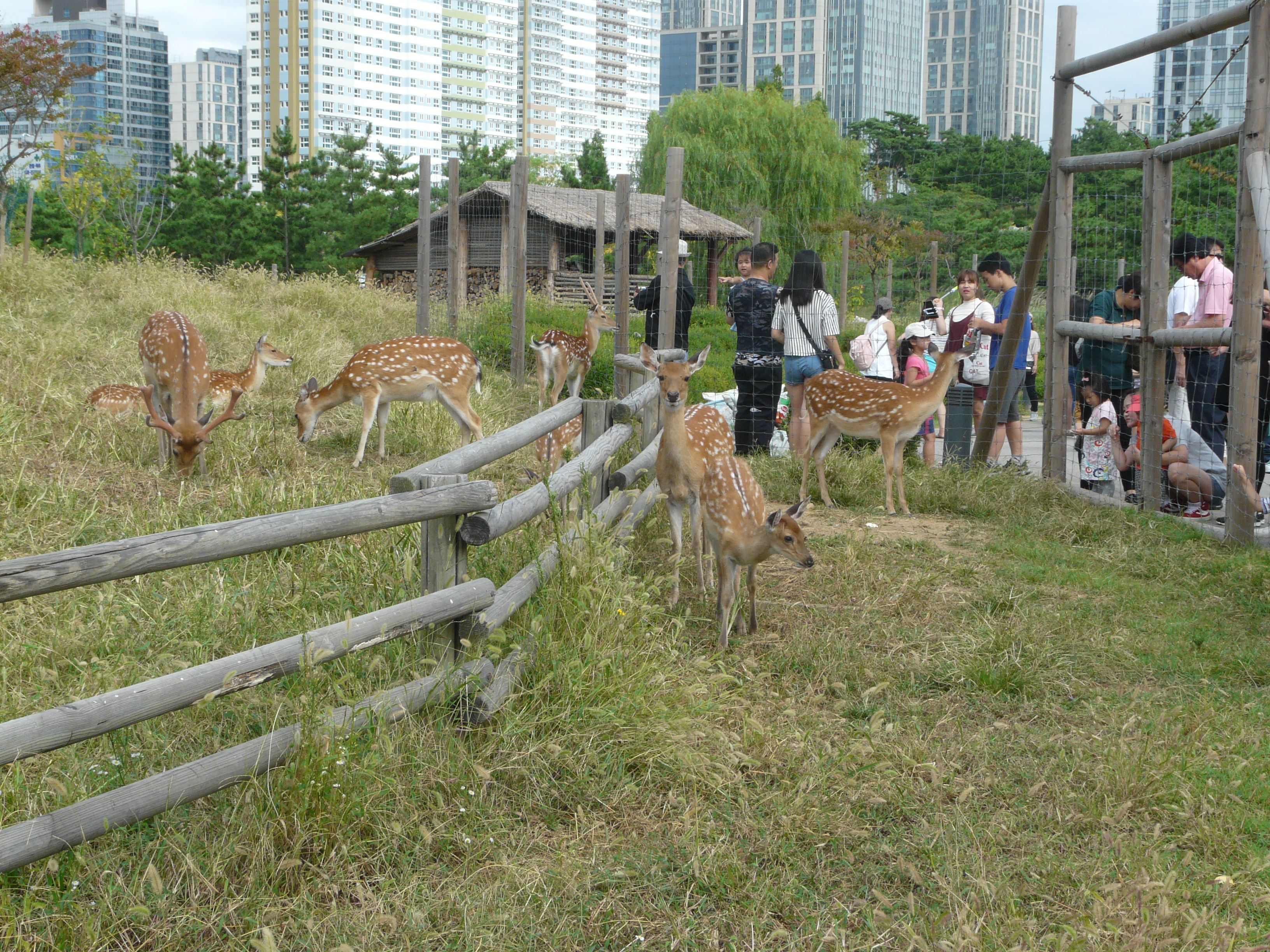
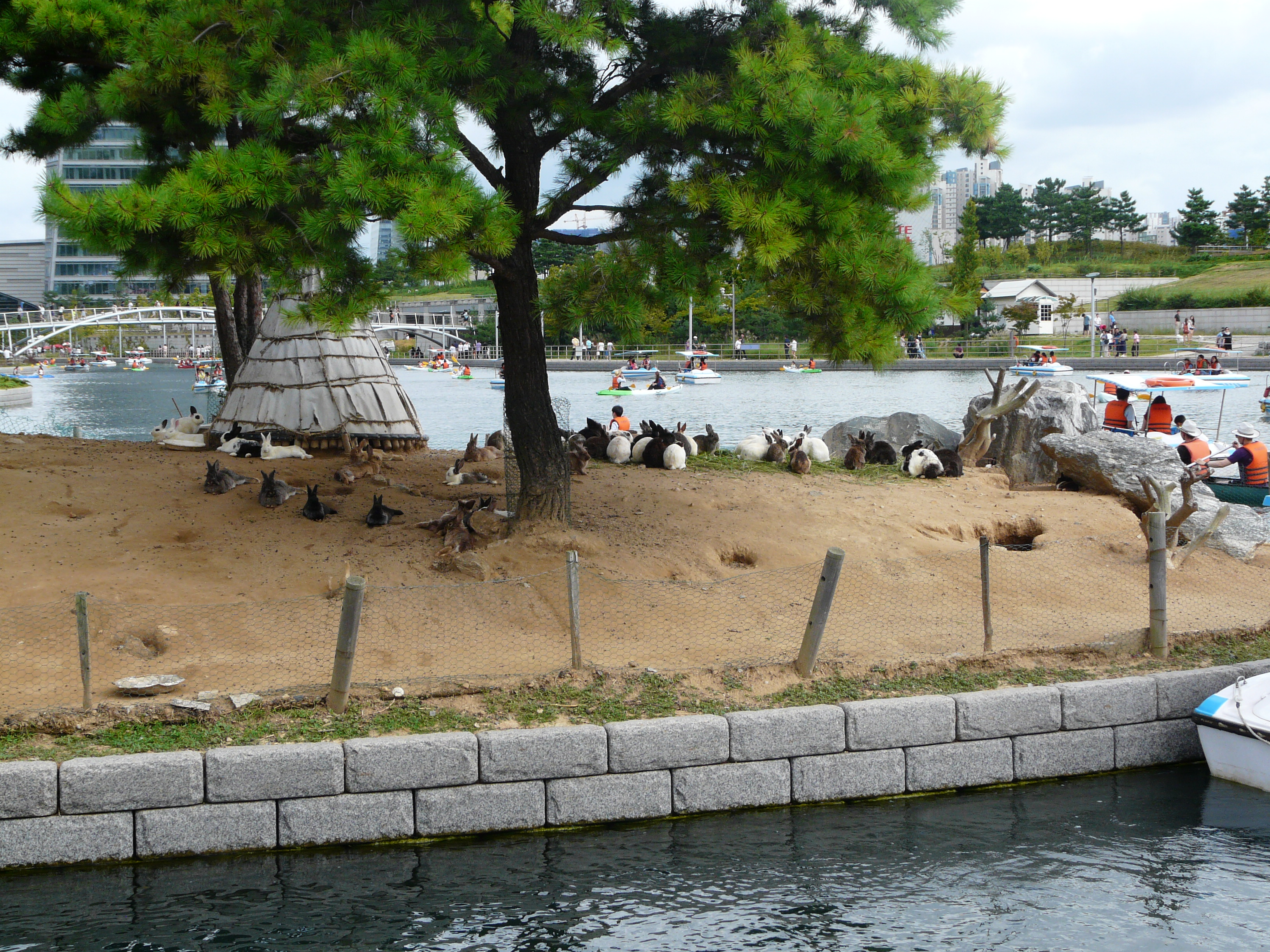
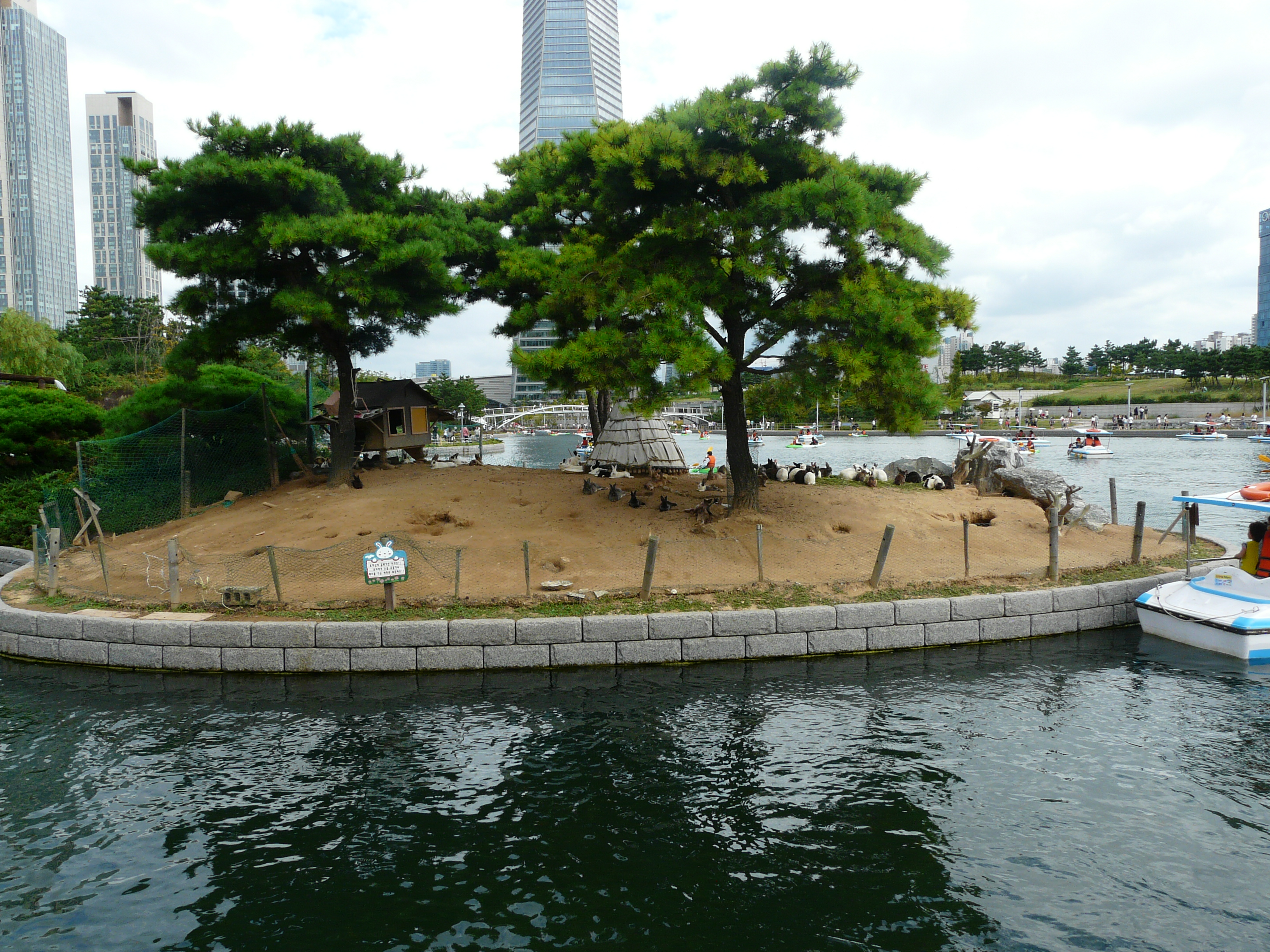
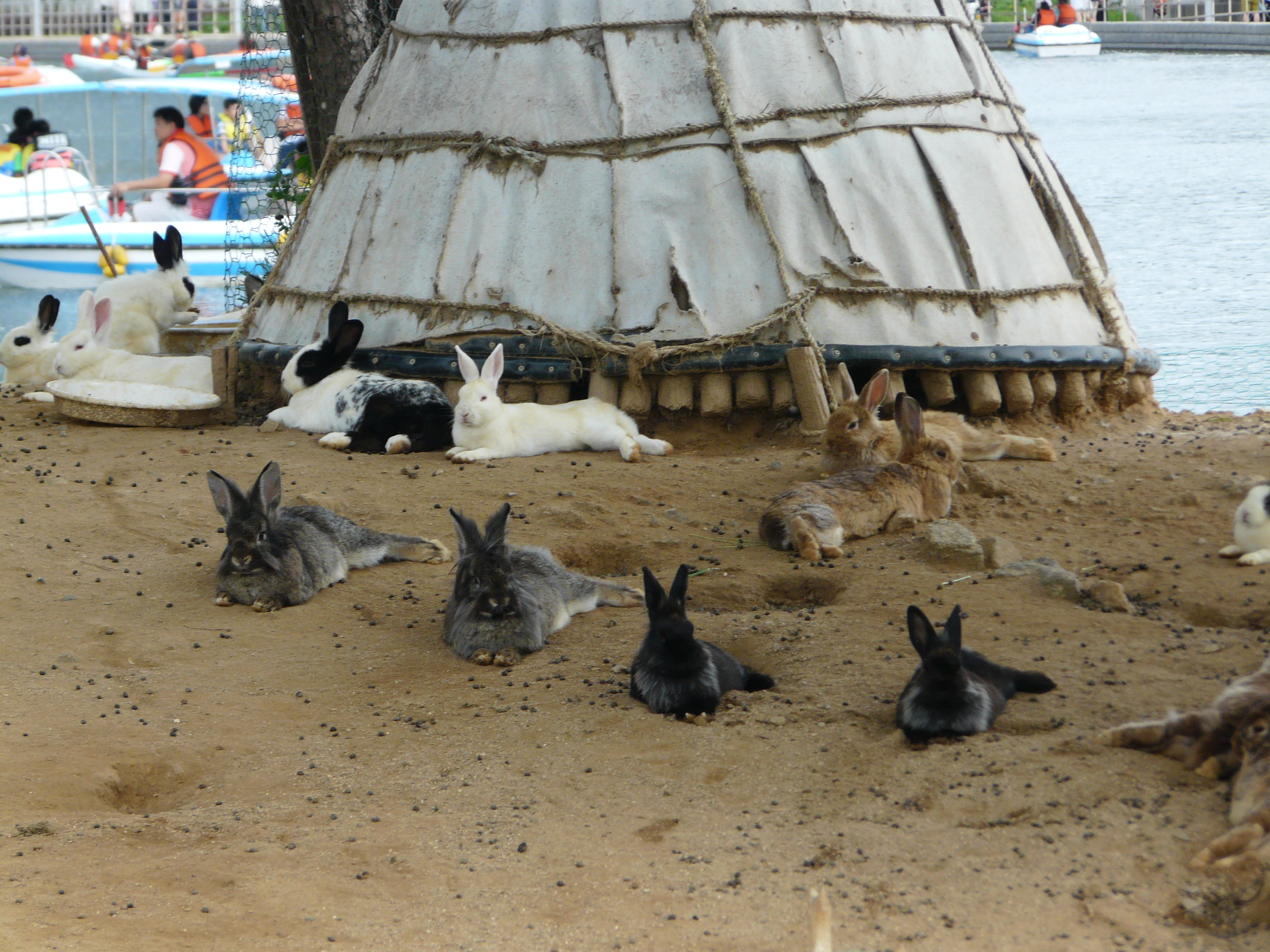
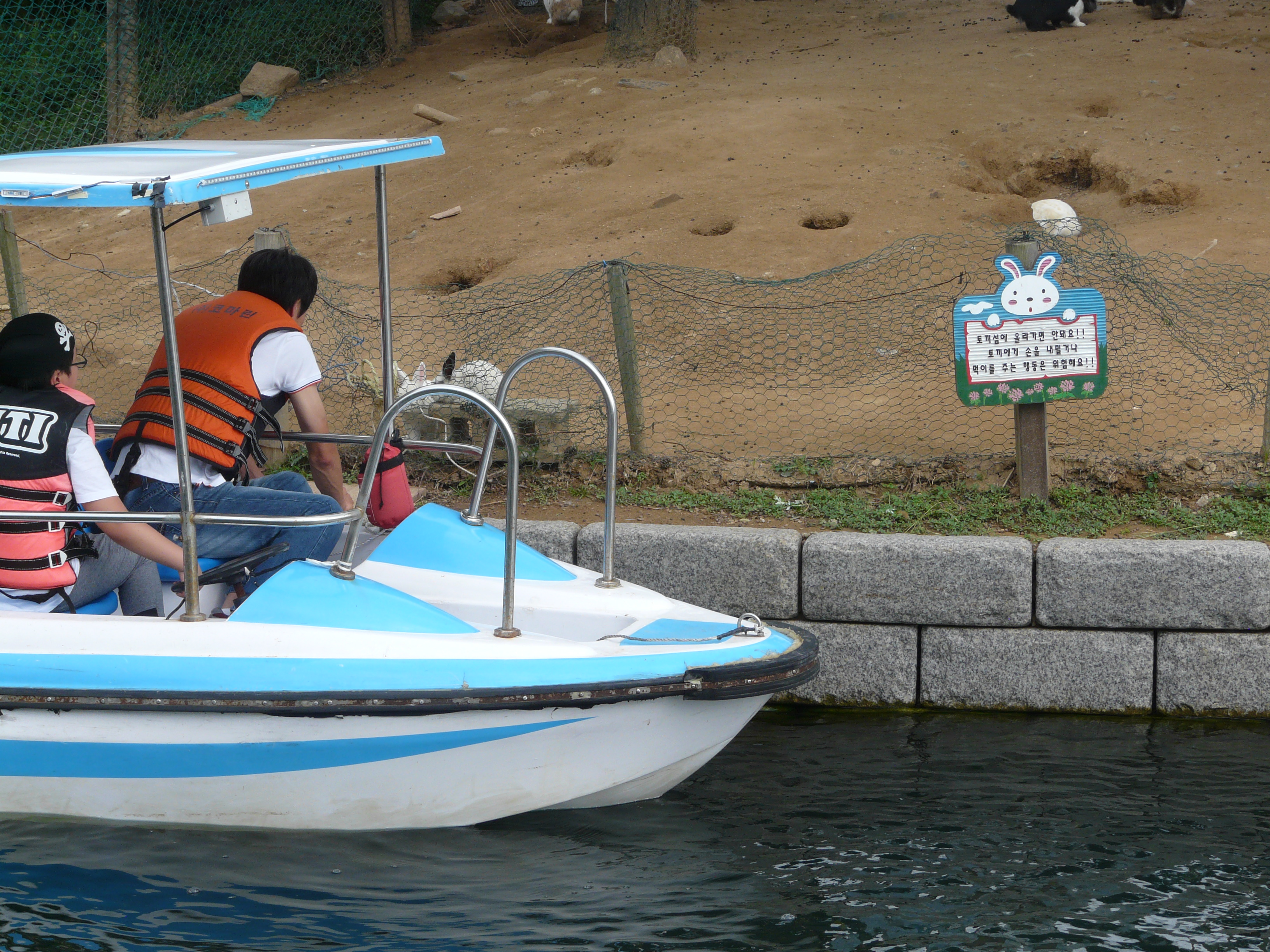
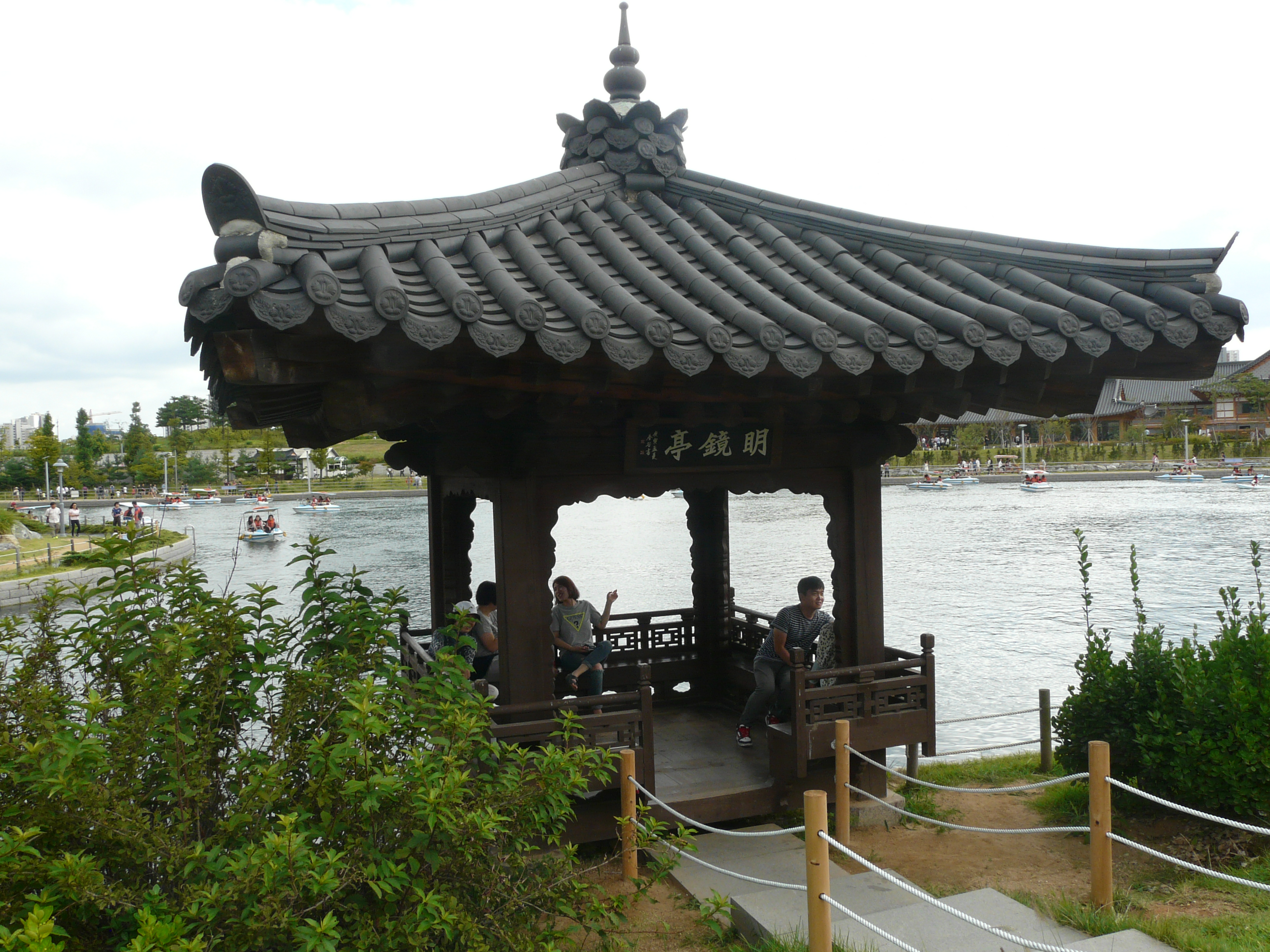
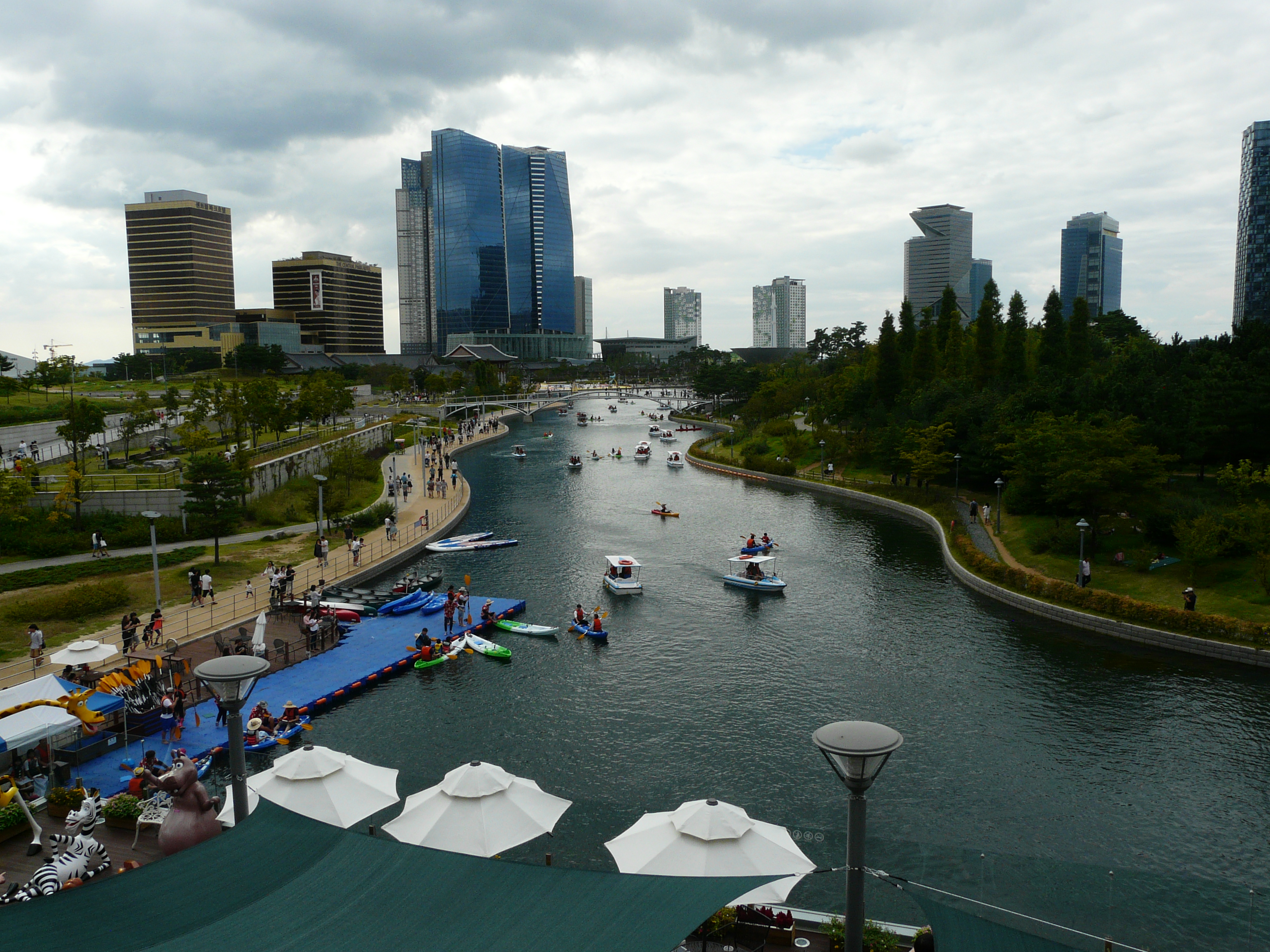
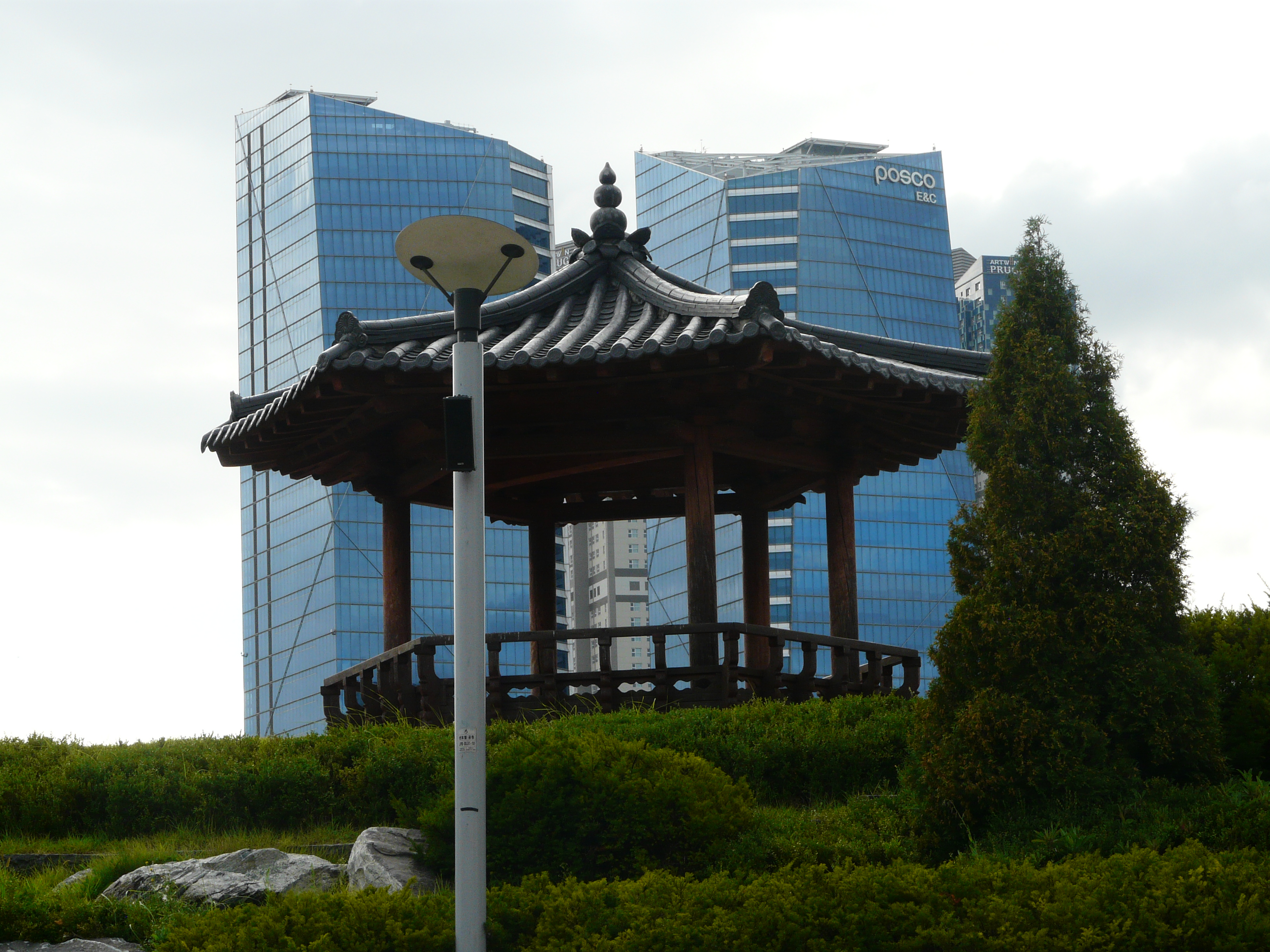
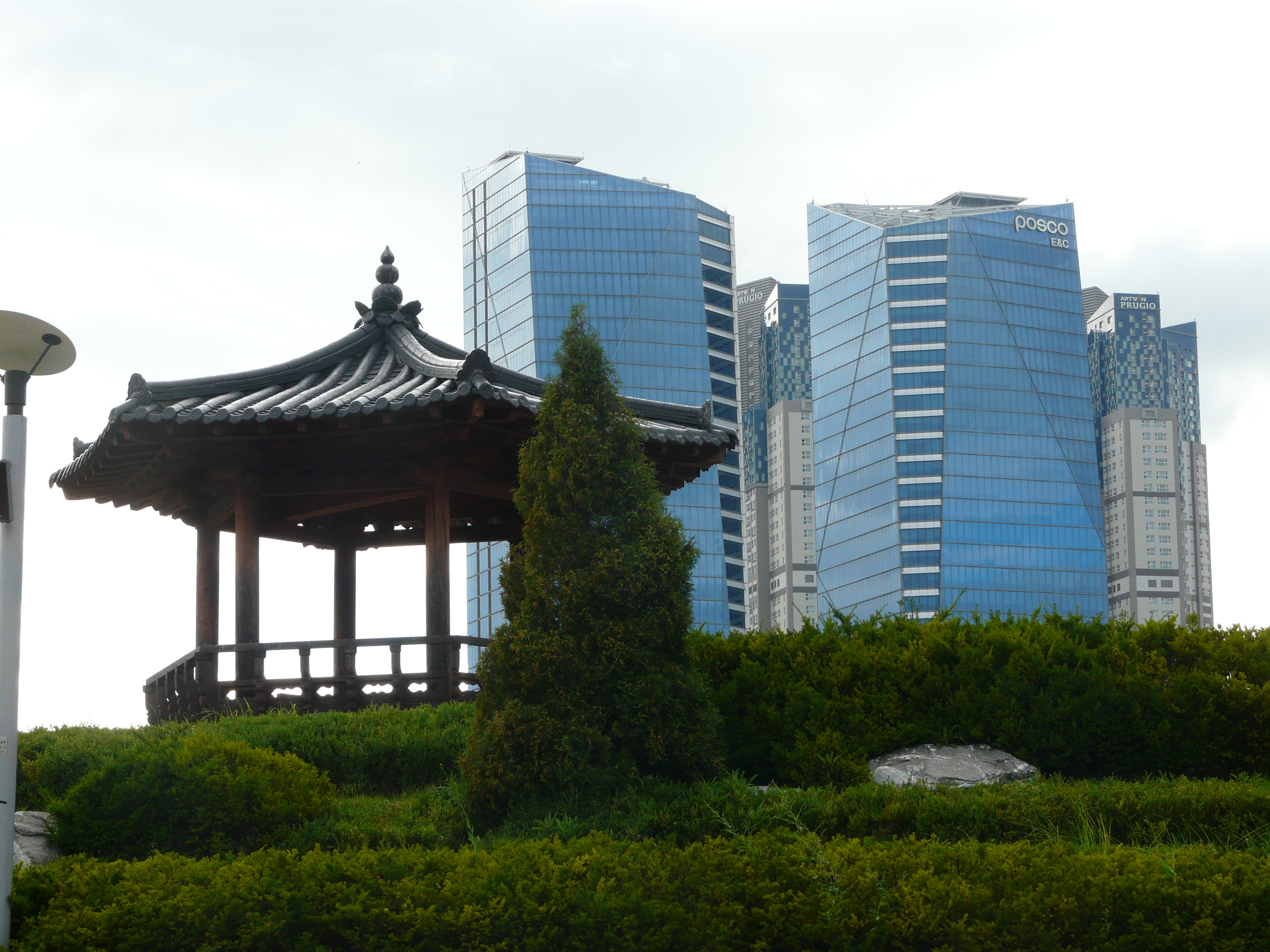
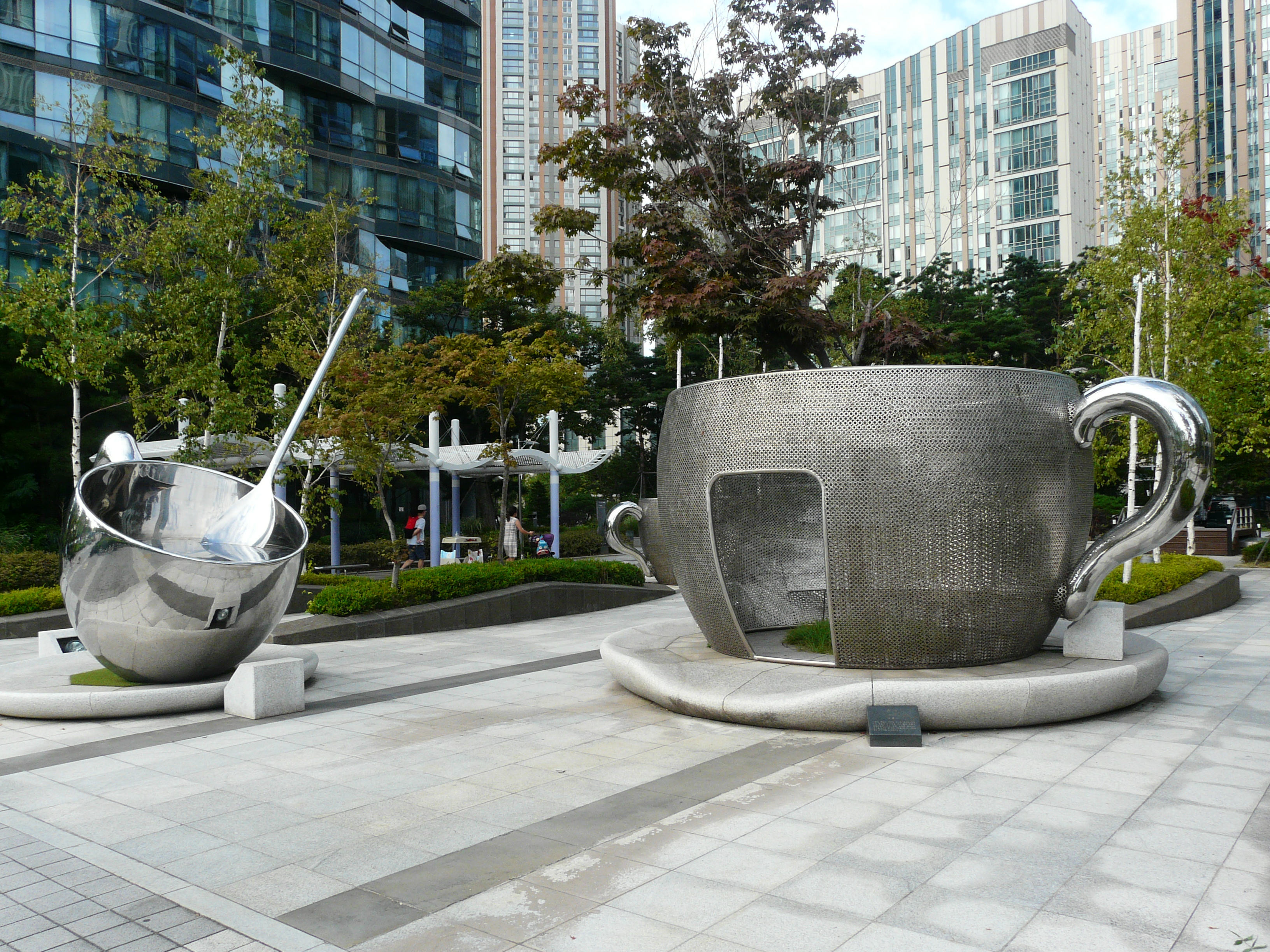
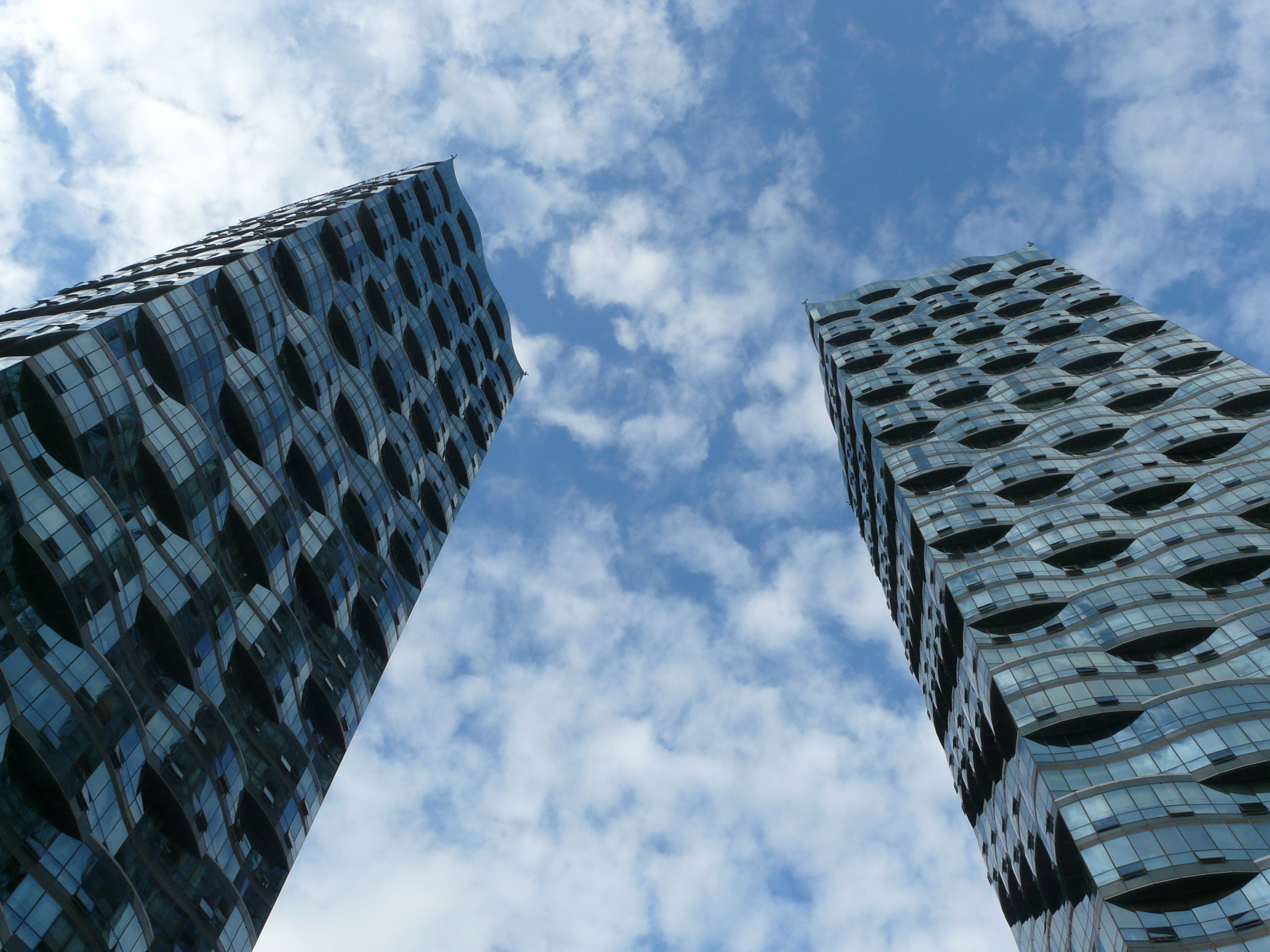
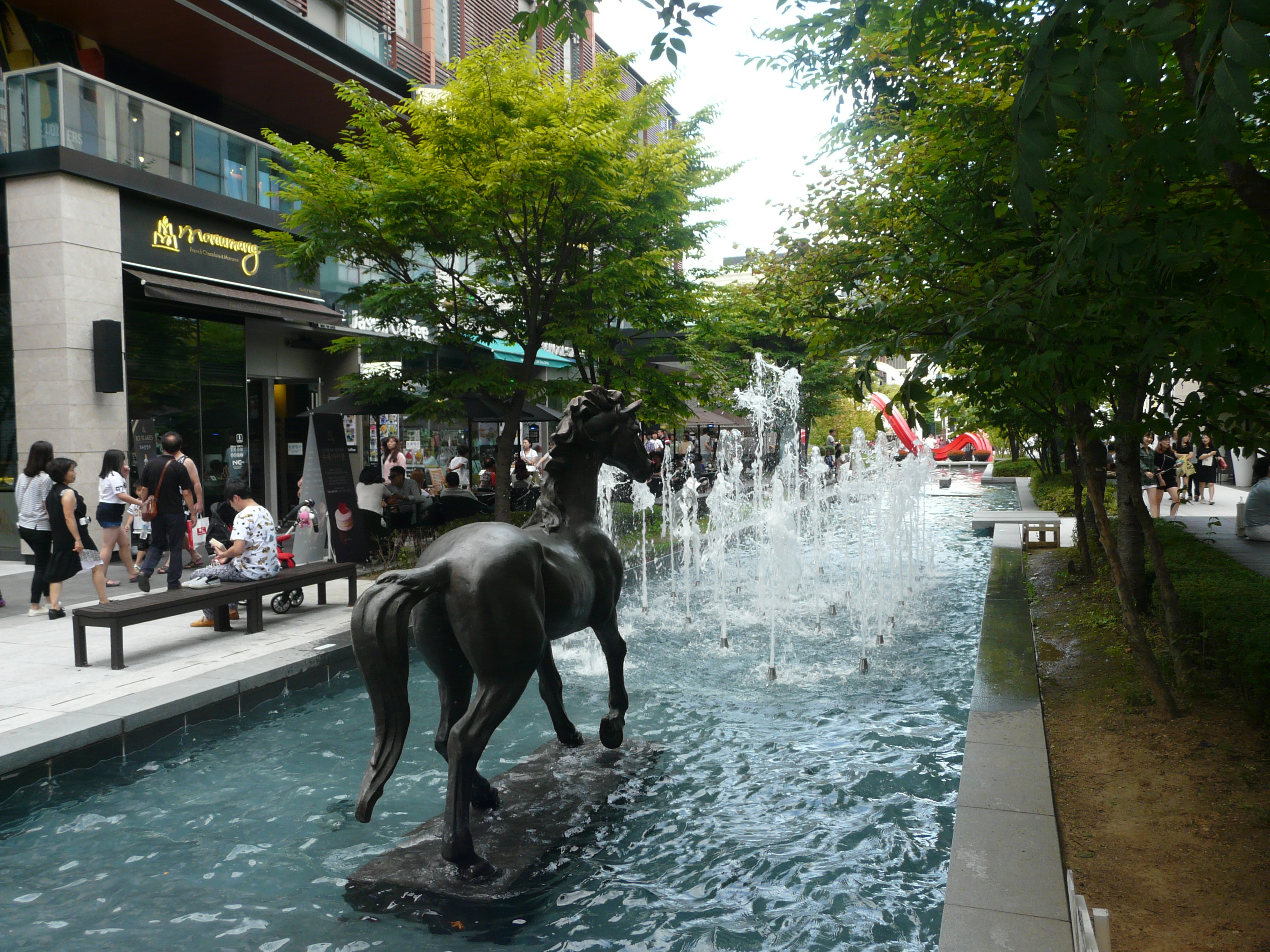
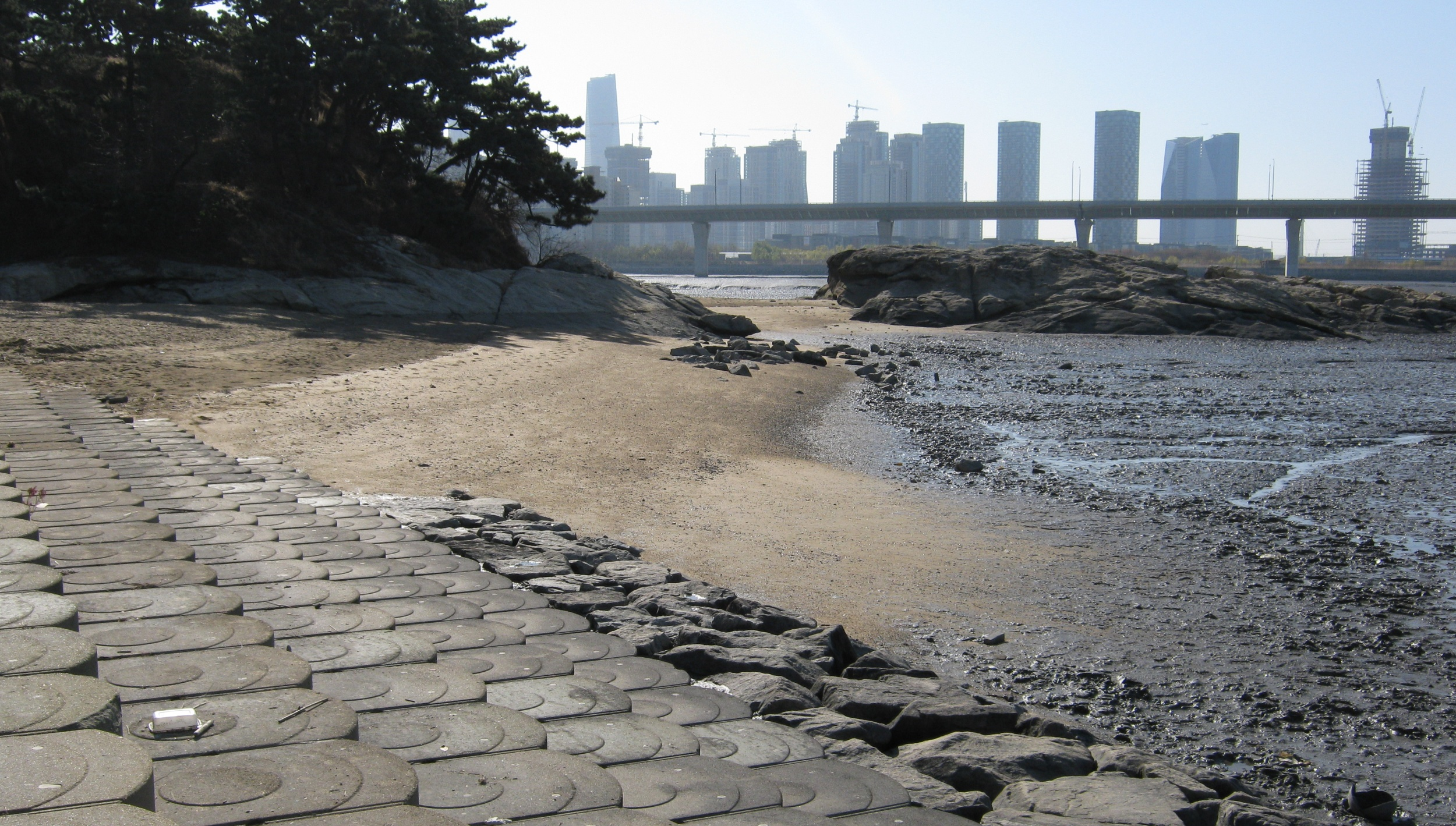
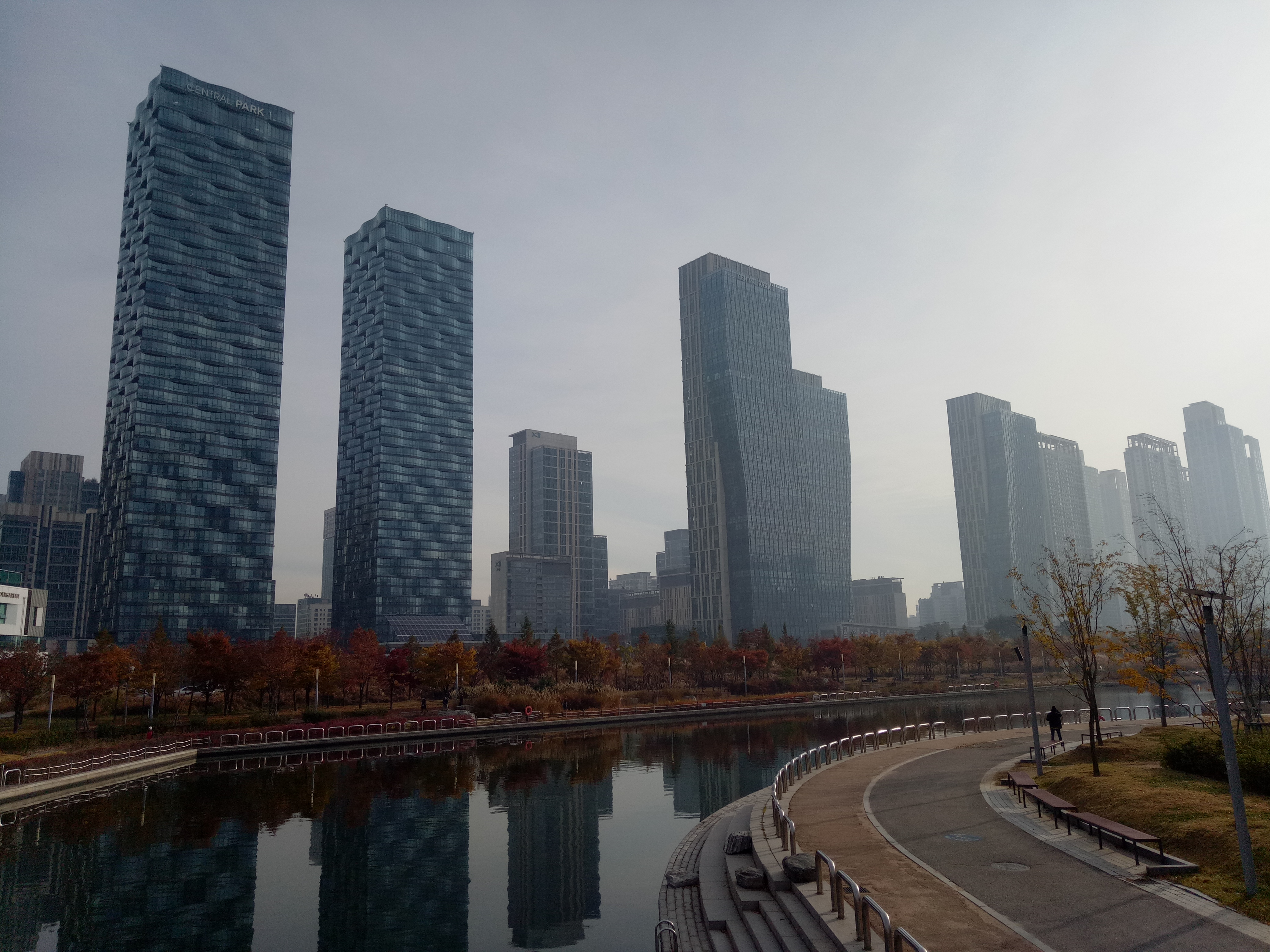
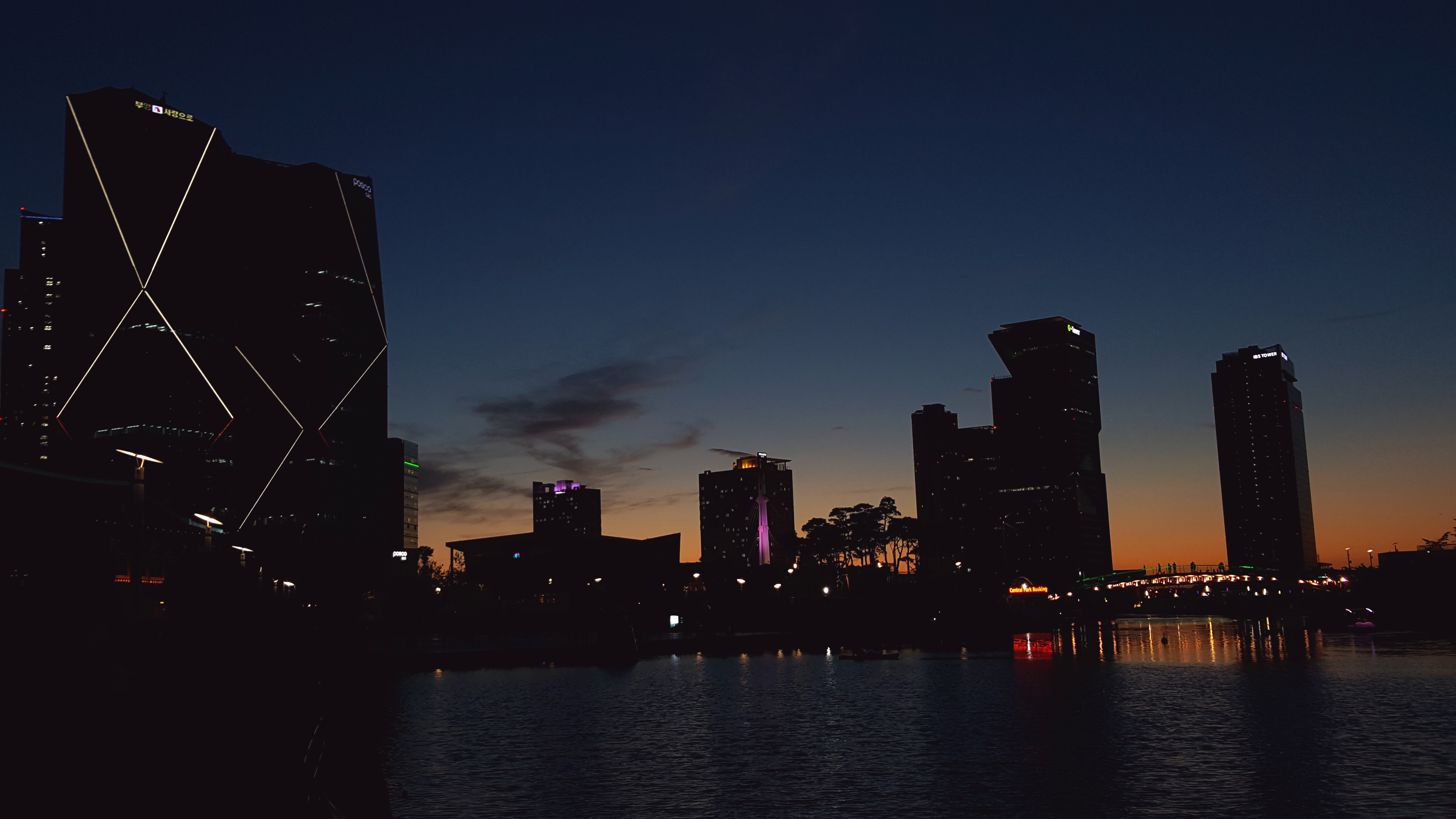
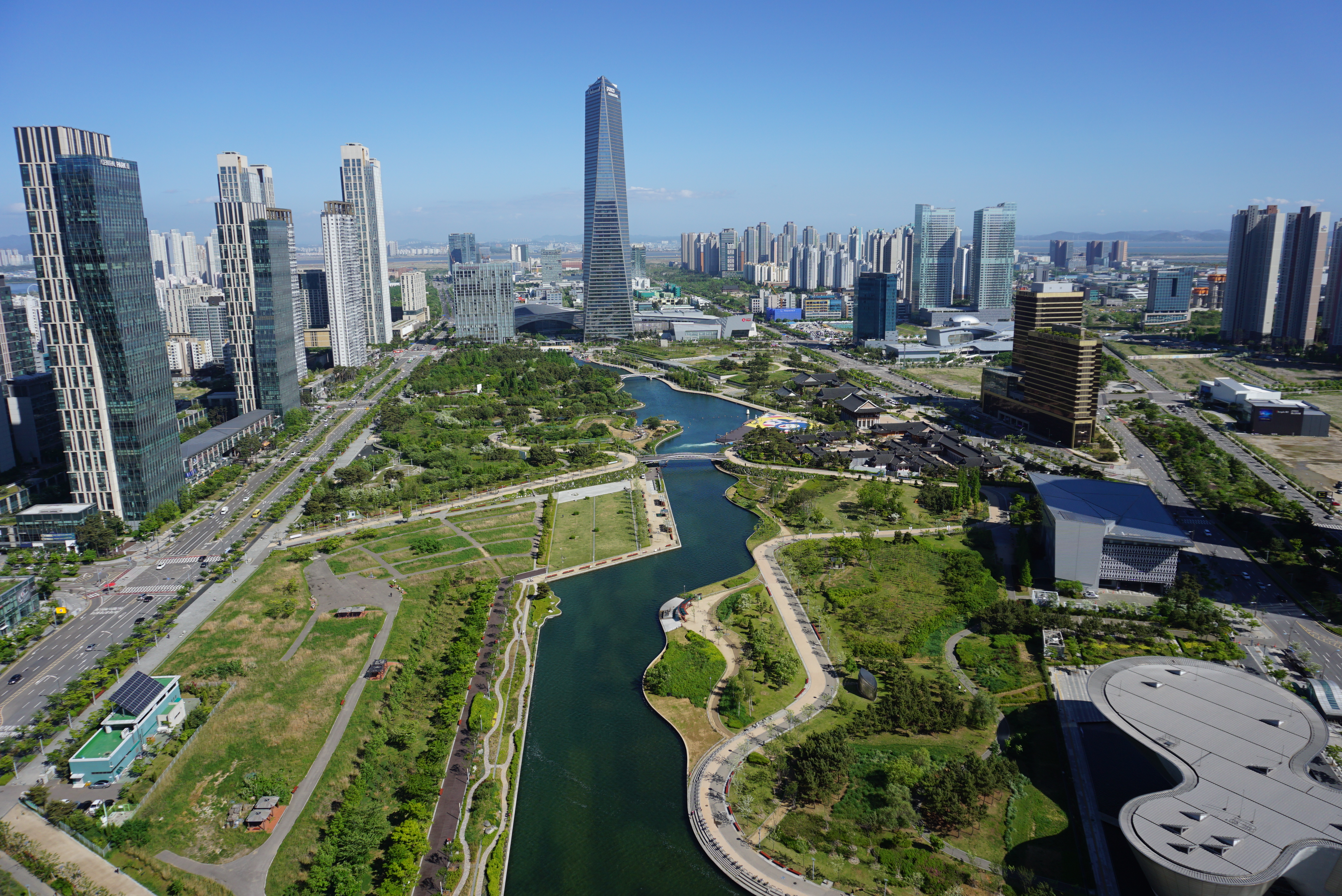
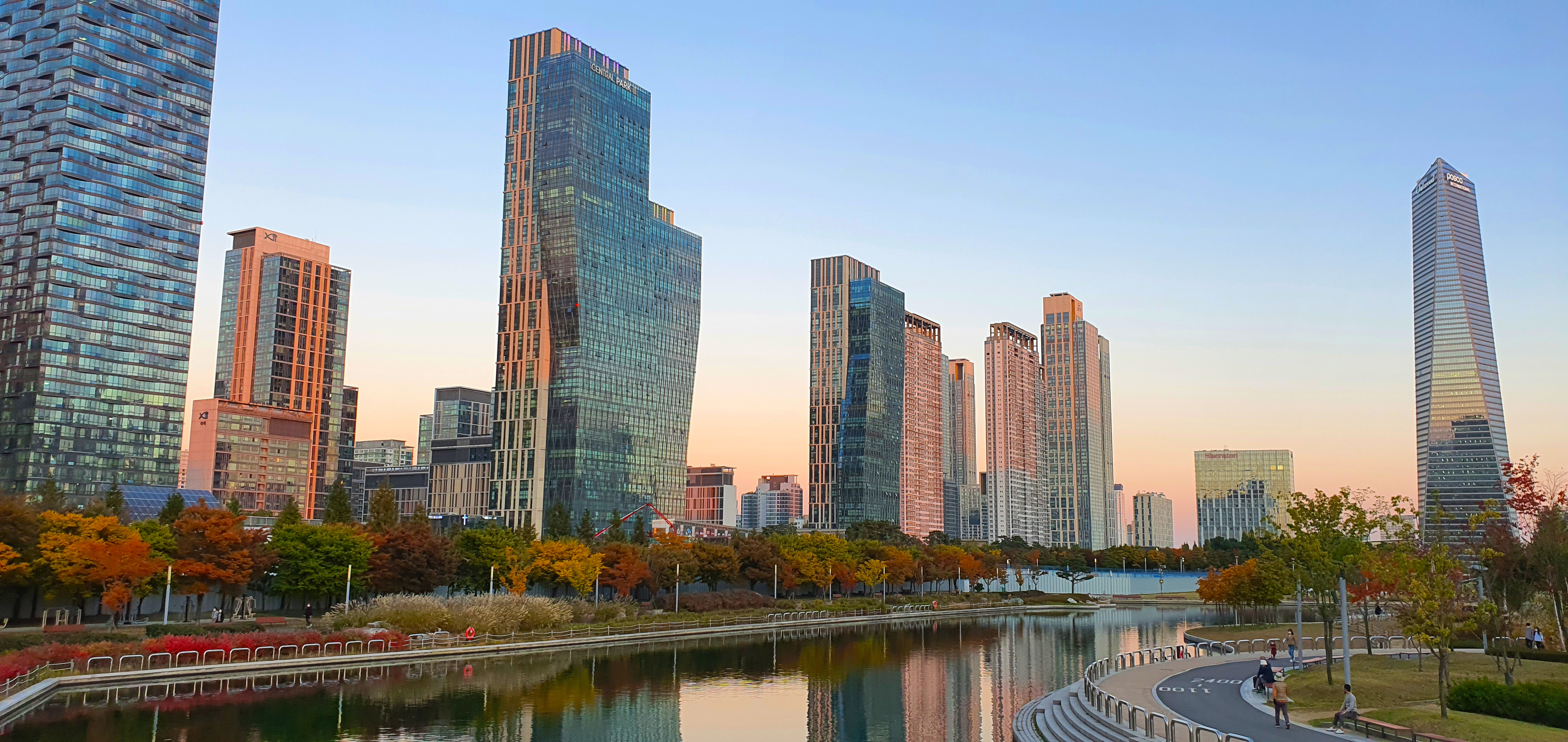
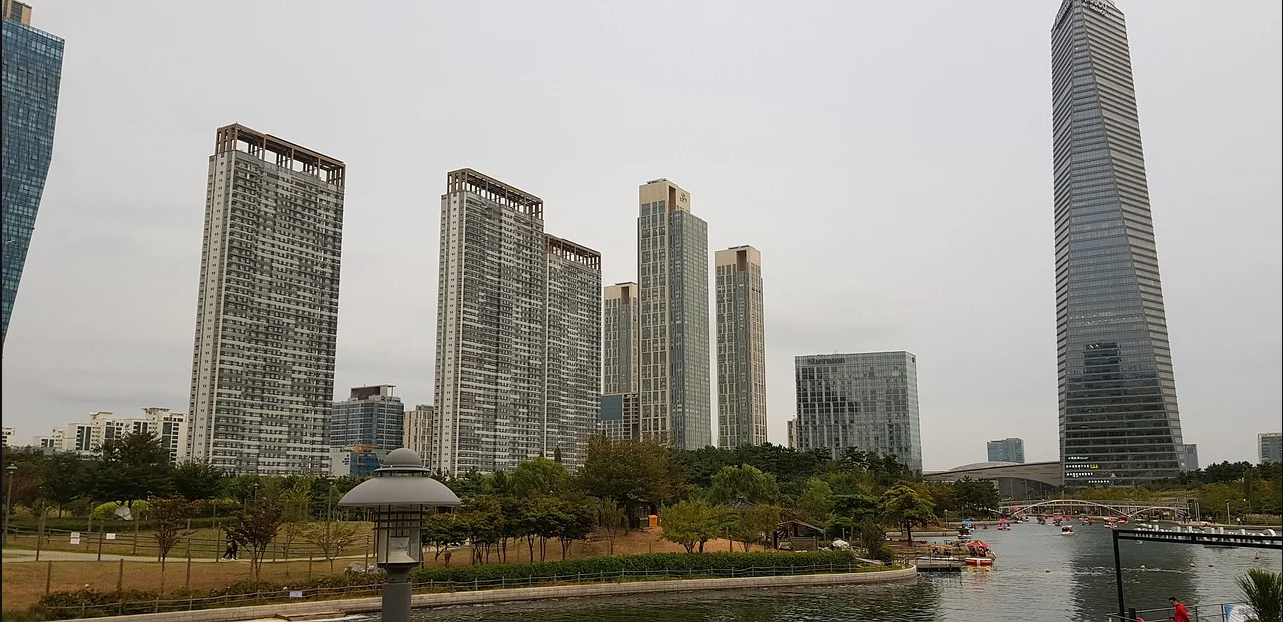
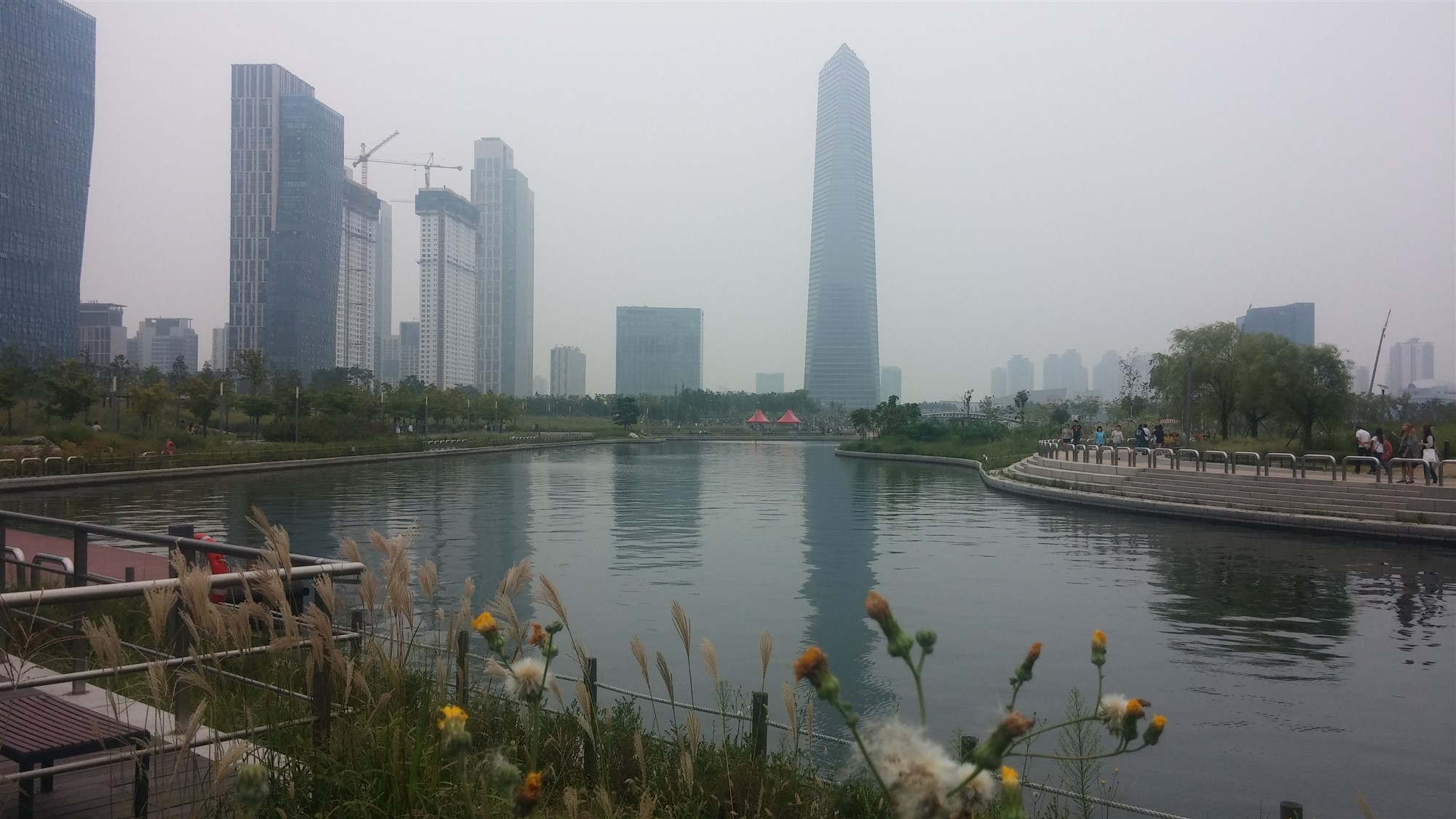
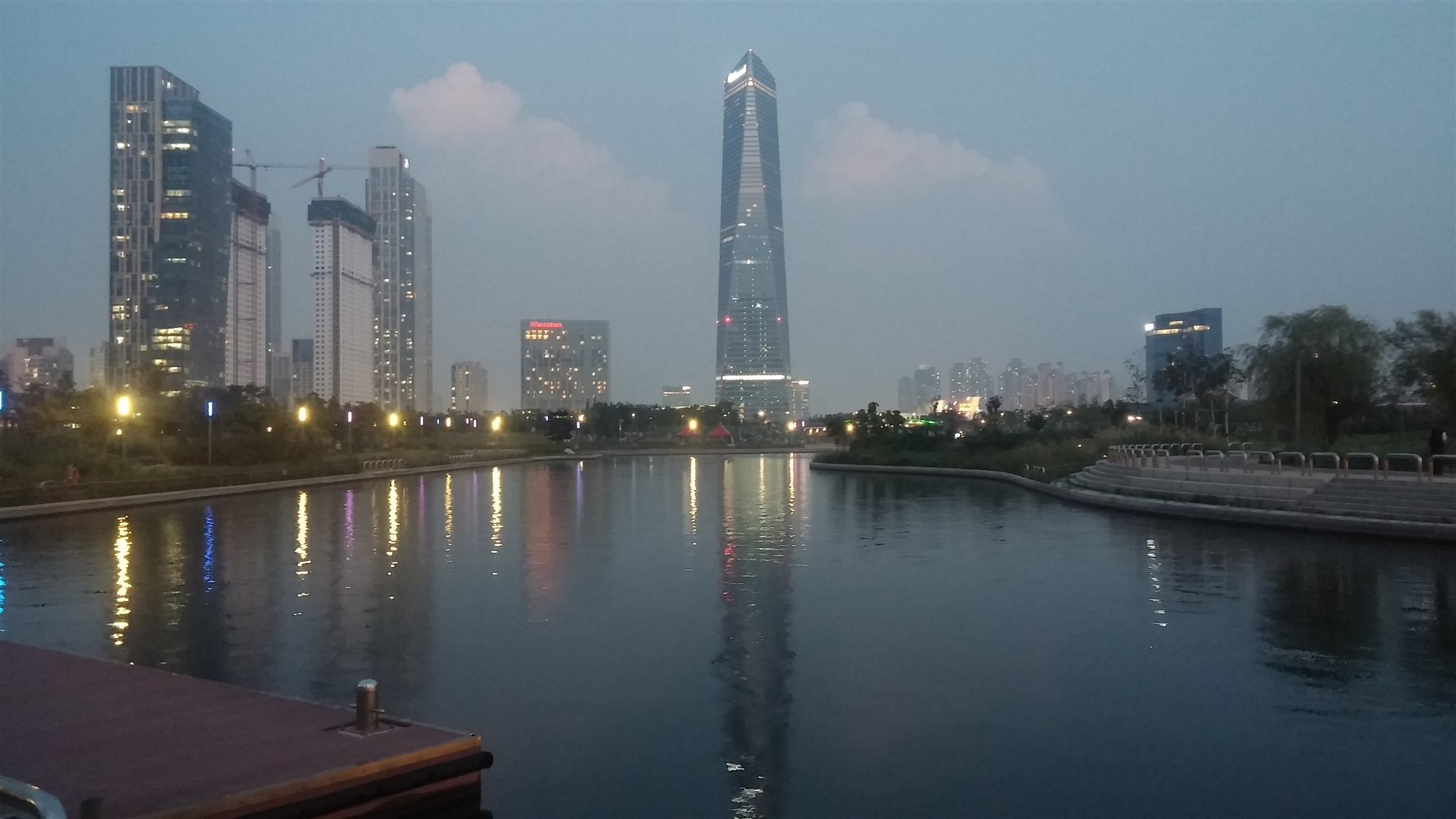
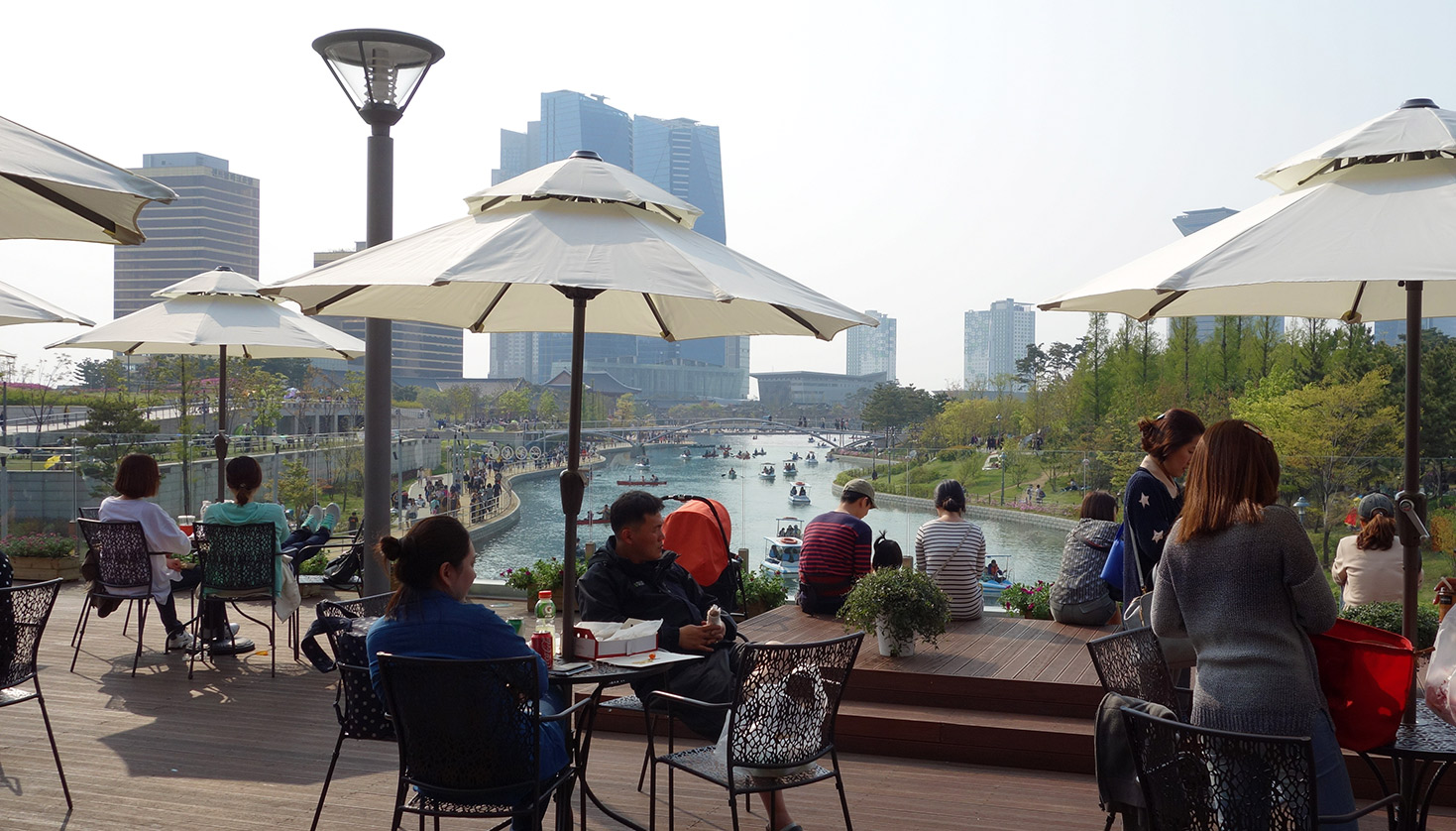
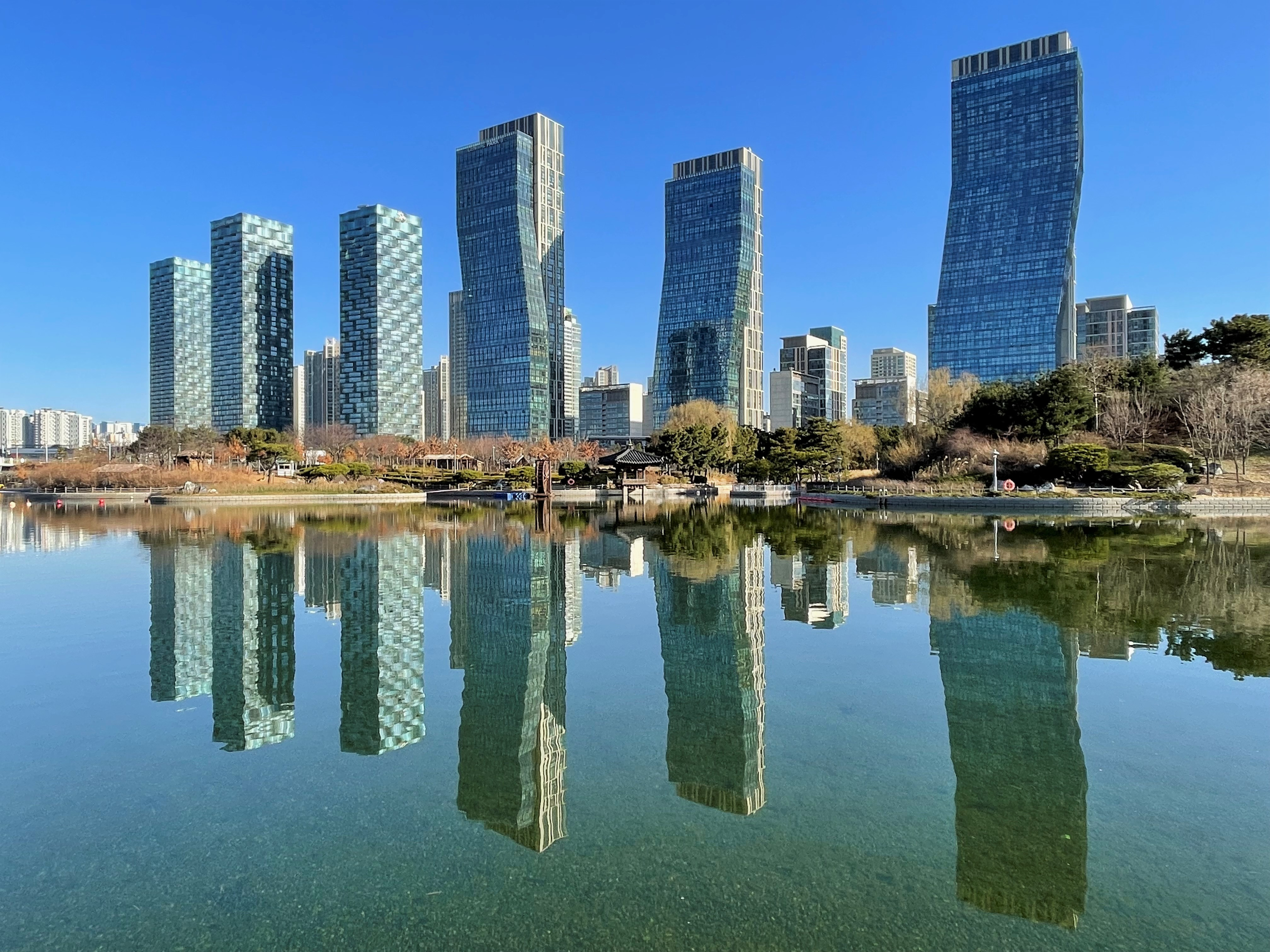
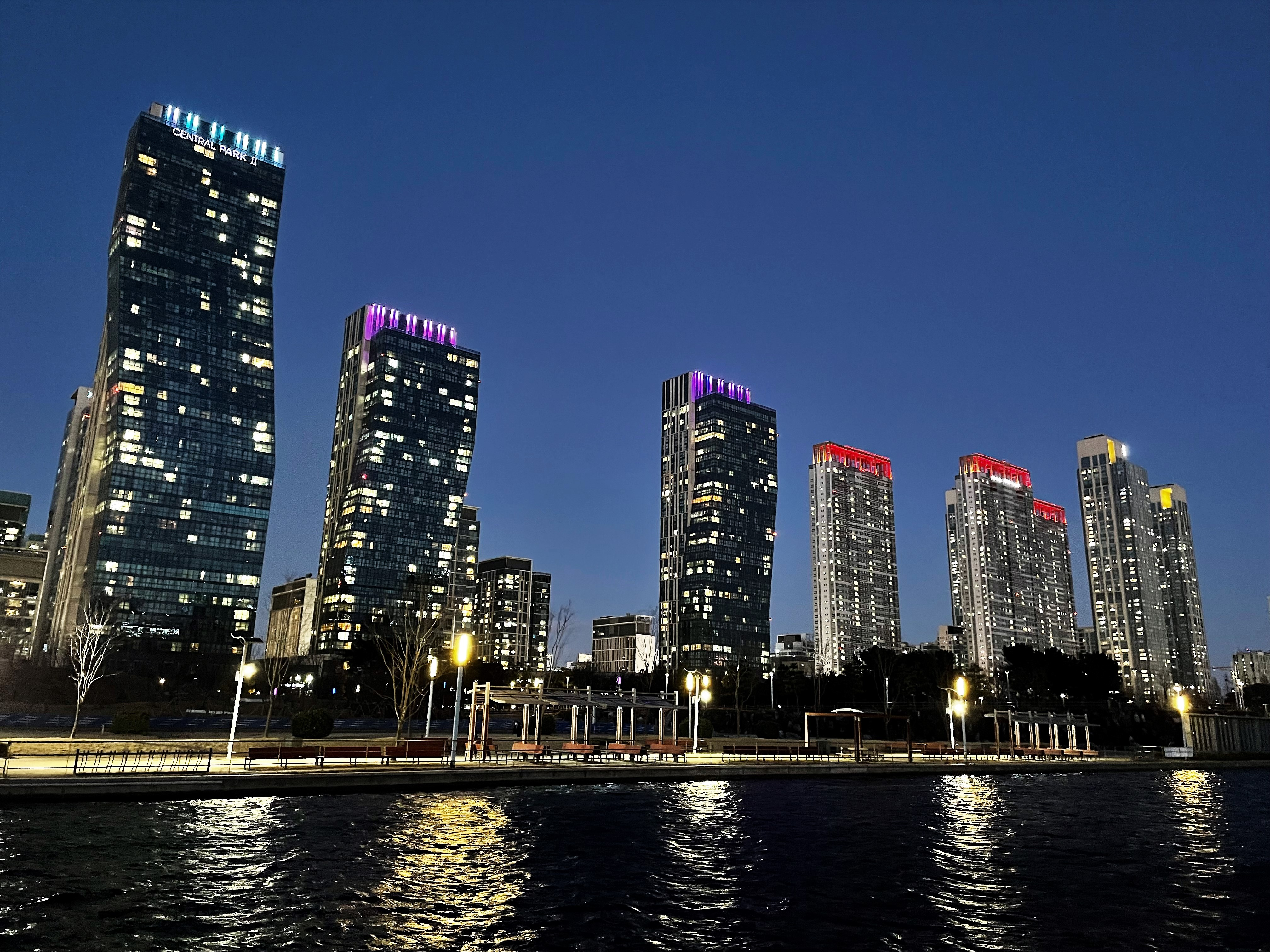
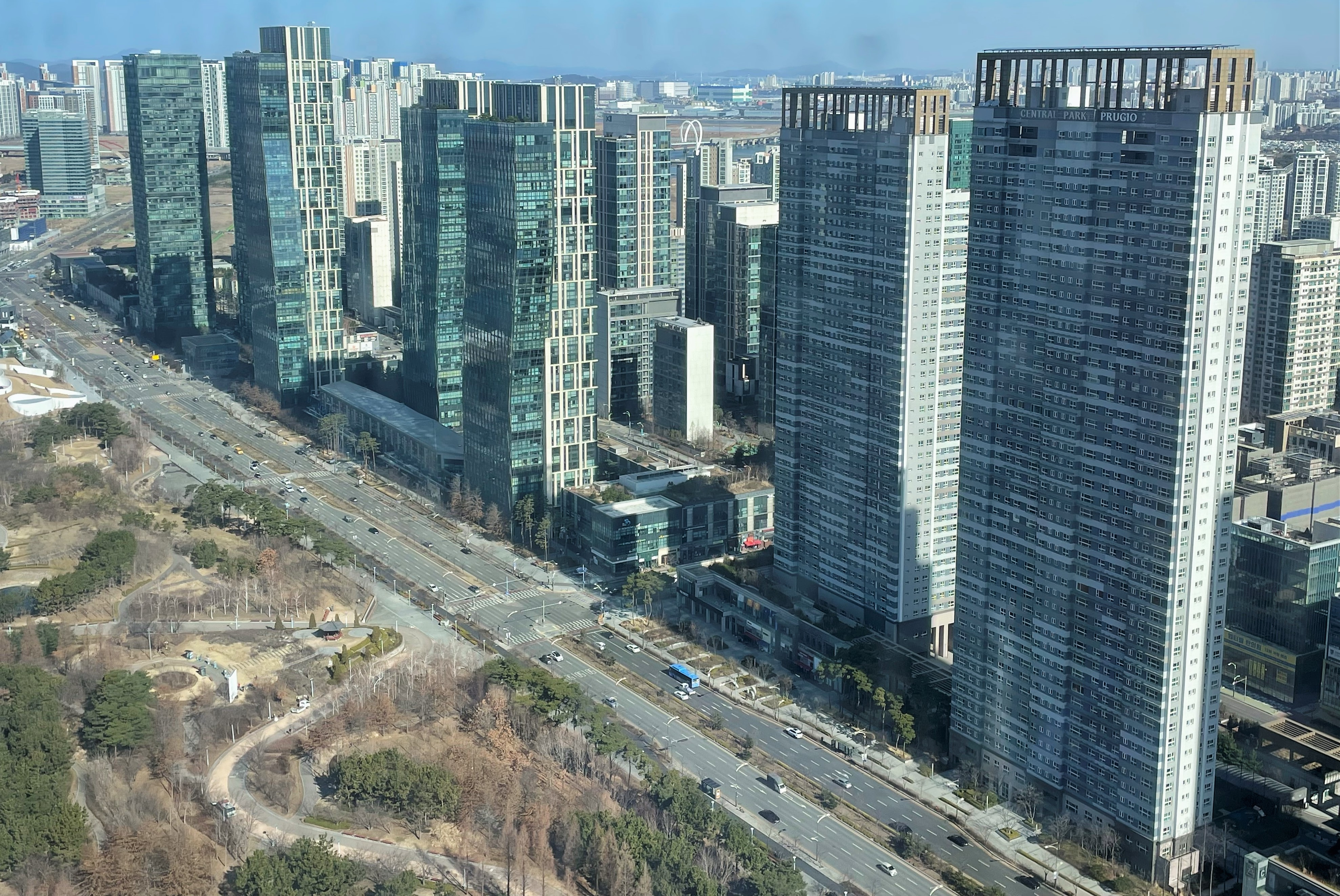
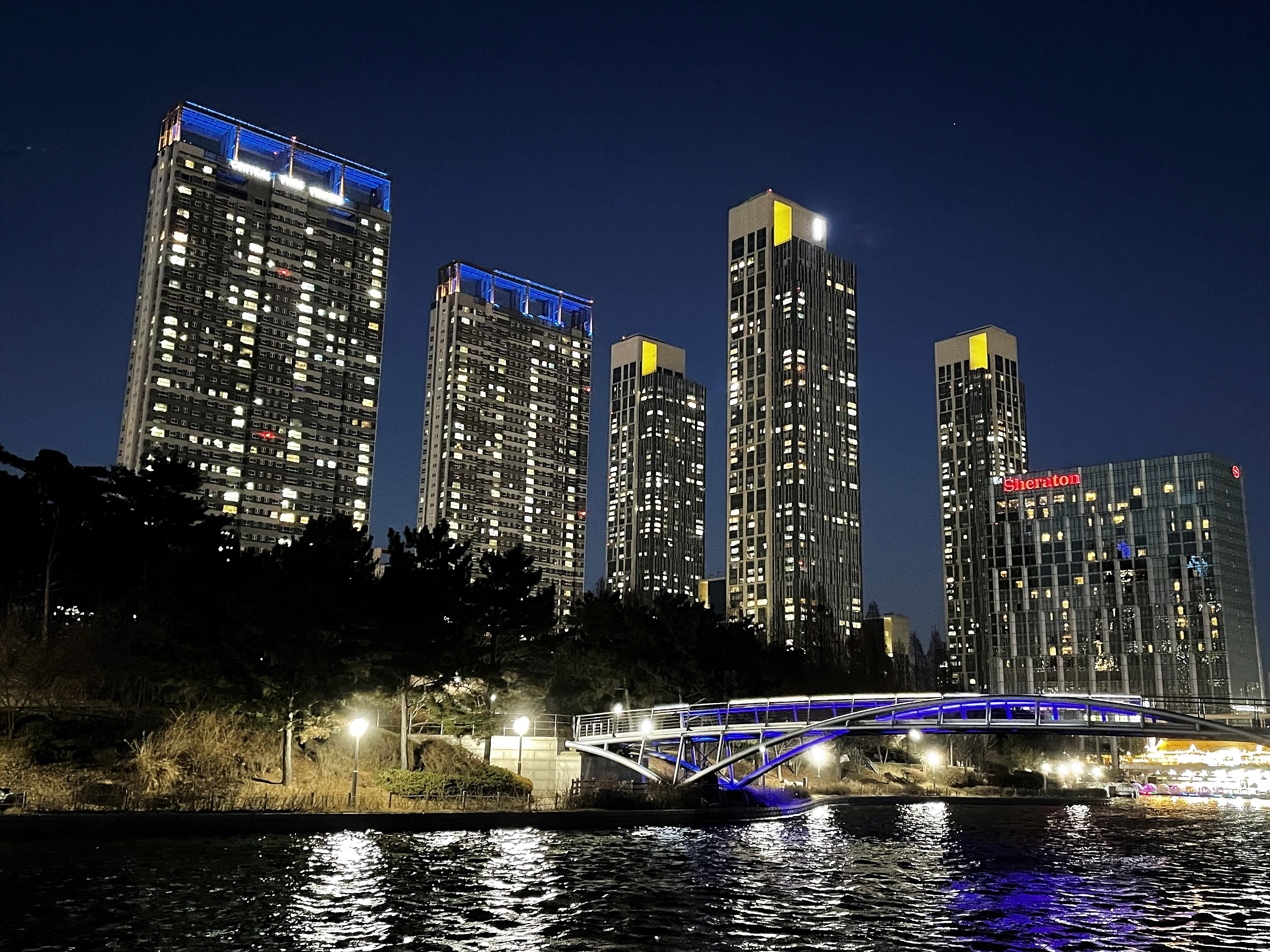
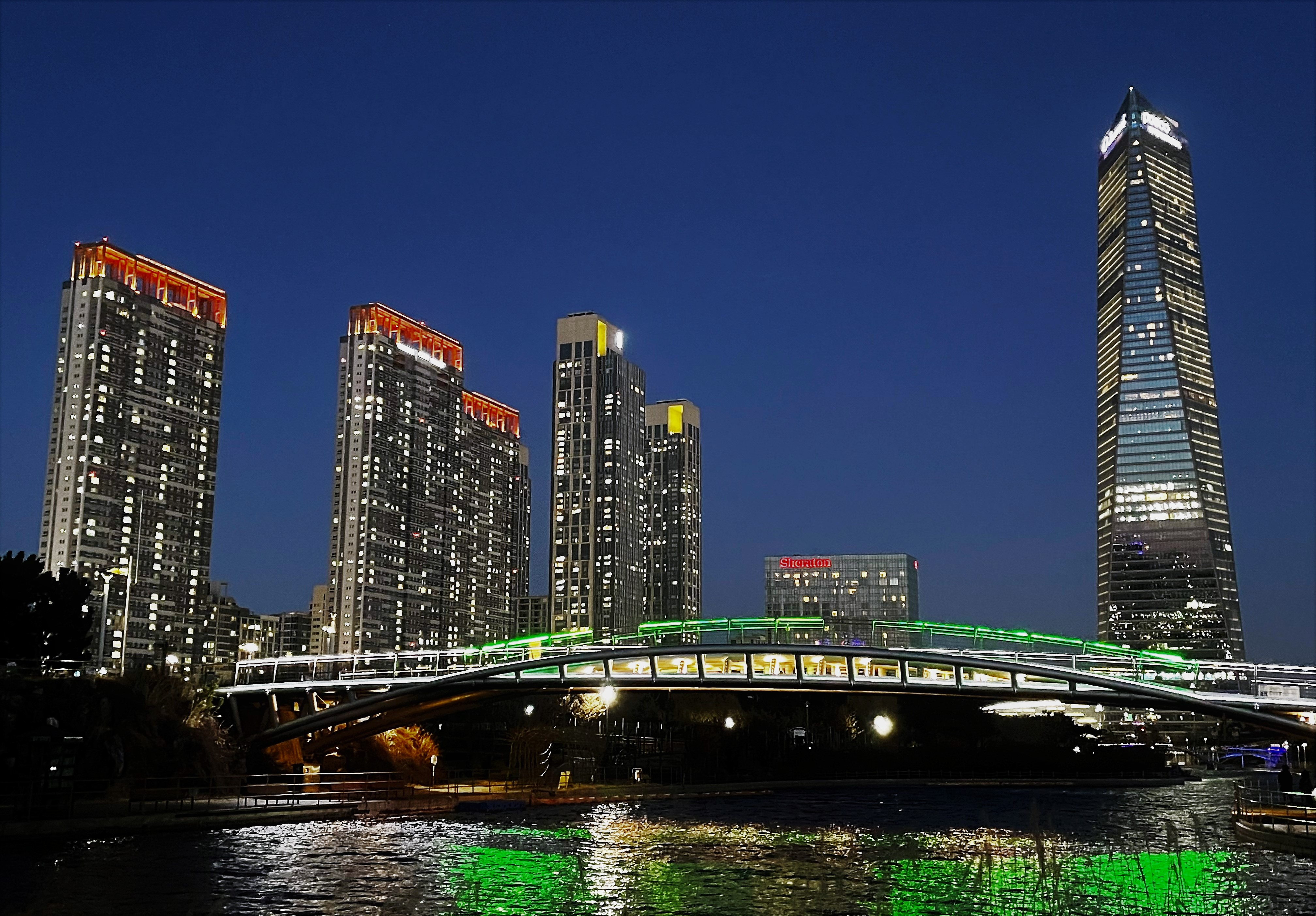

### 경기도에서 본 송도국제도시

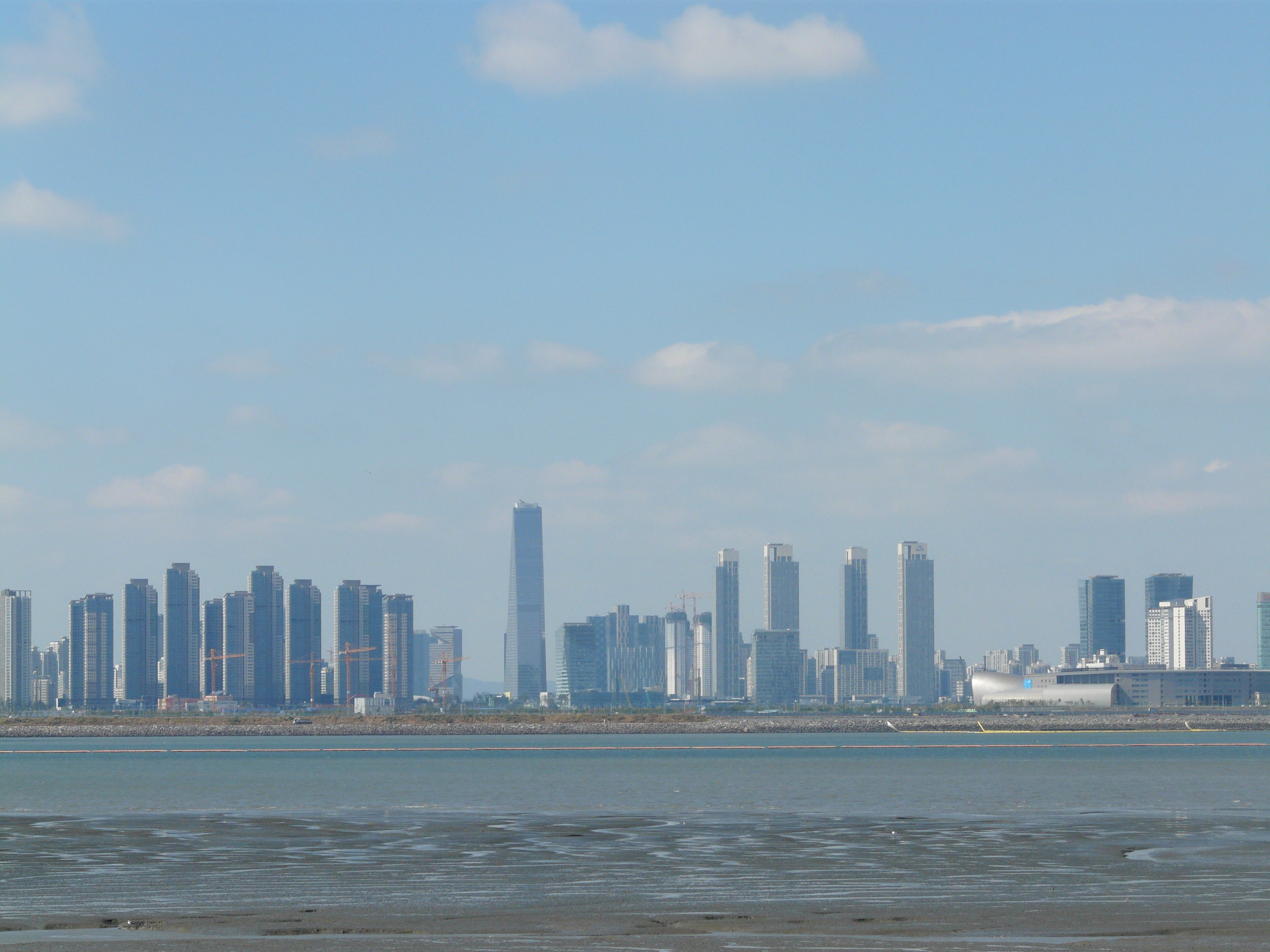
경기도 시흥시 오이도에서 바라본 송도국제도시
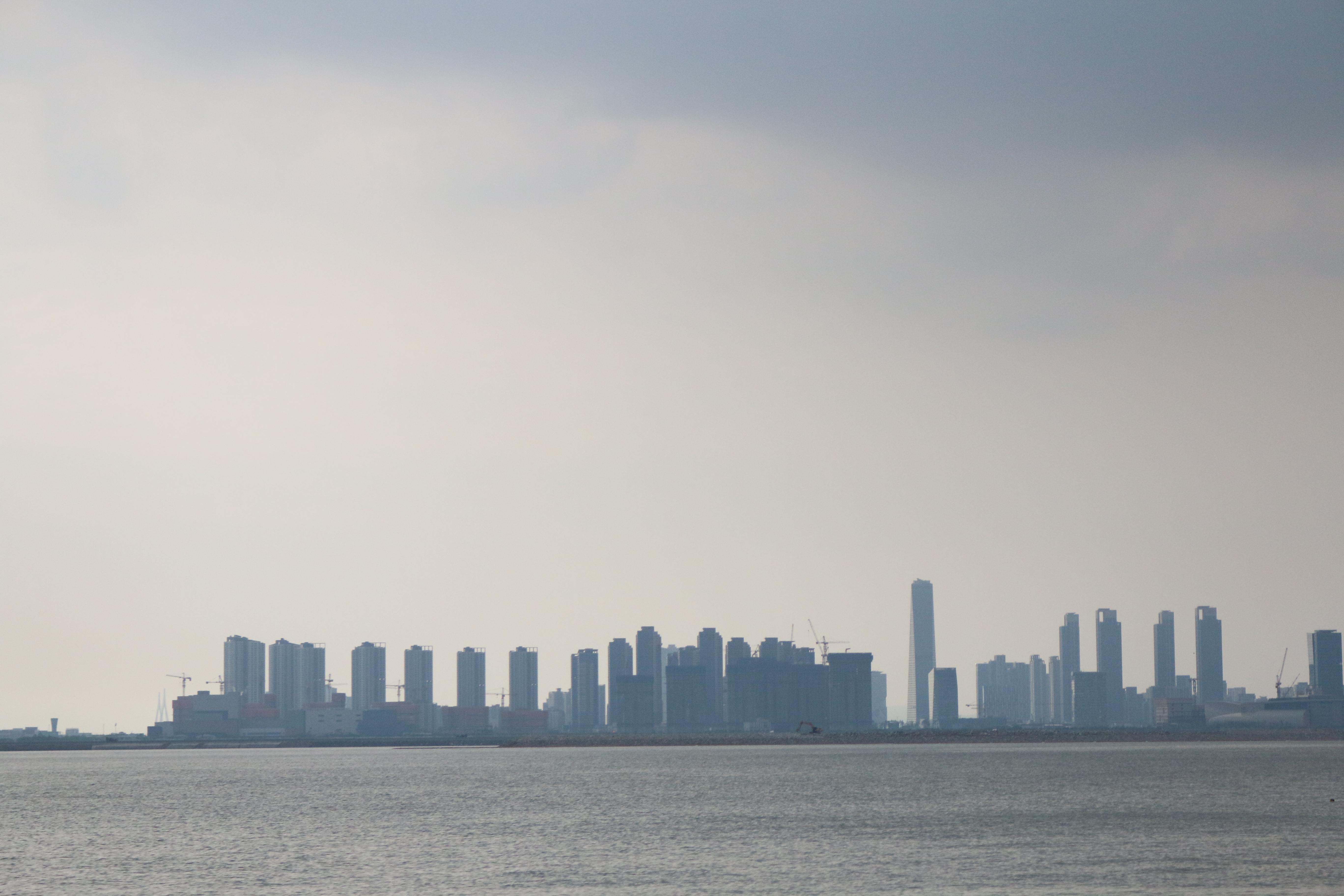
경기도 시흥시 오이도에서 바라본 송도국제도시
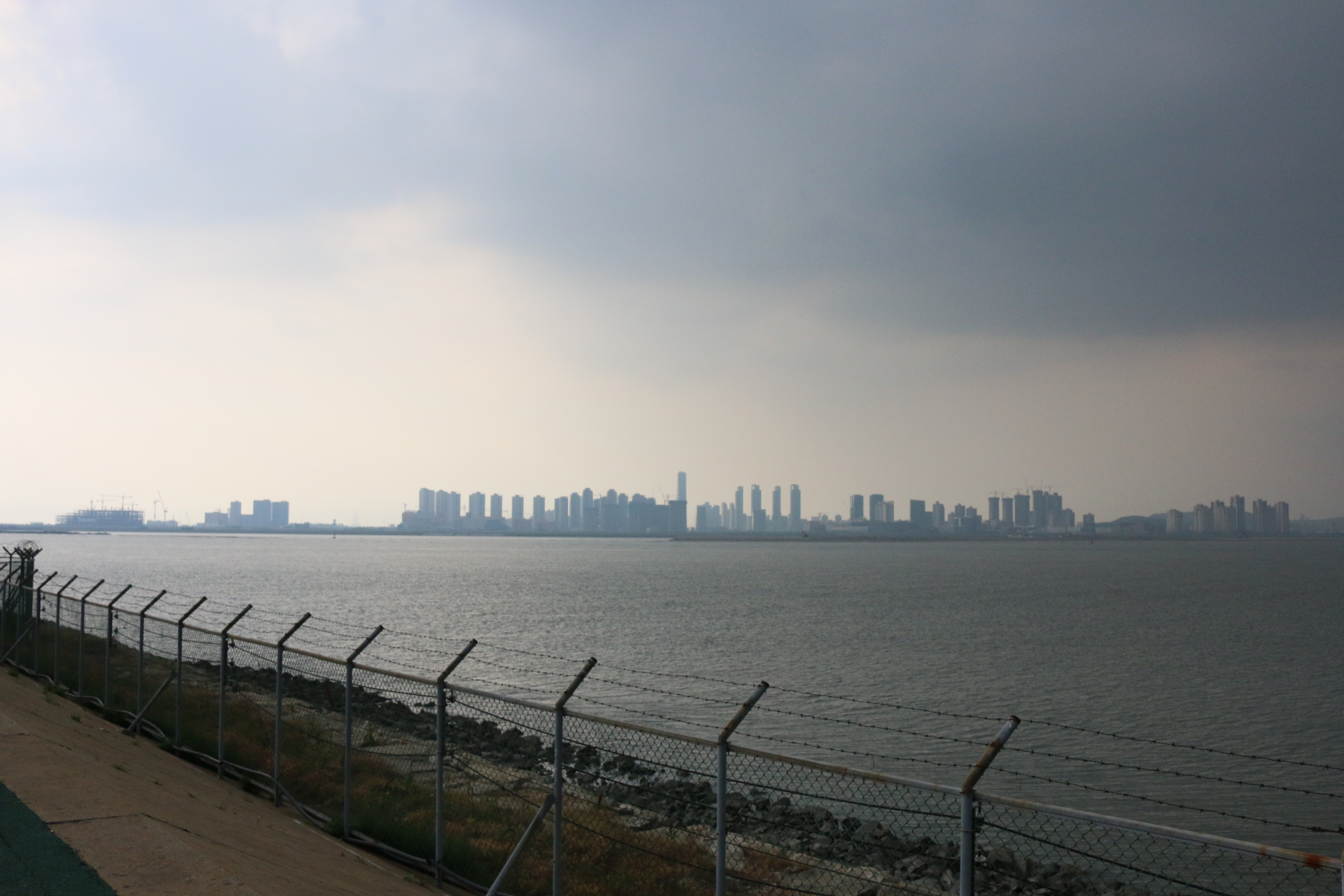
경기도 시흥시 오이도에서 바라본 송도국제도시

### 파노라마

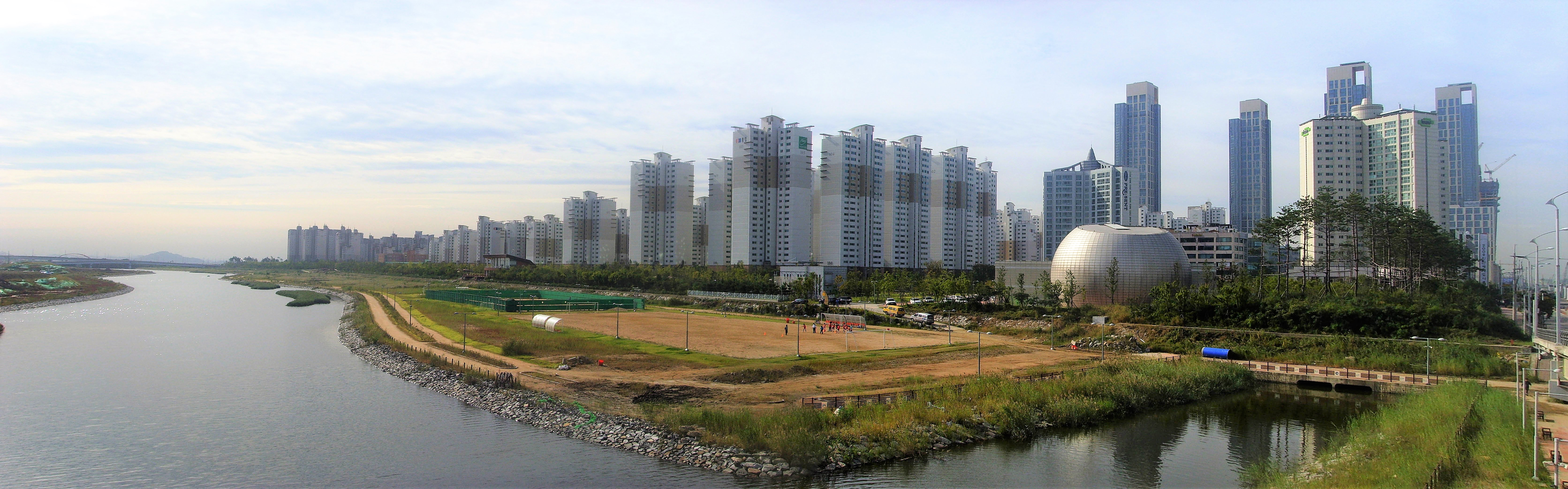
새아침 공원 파노라마.

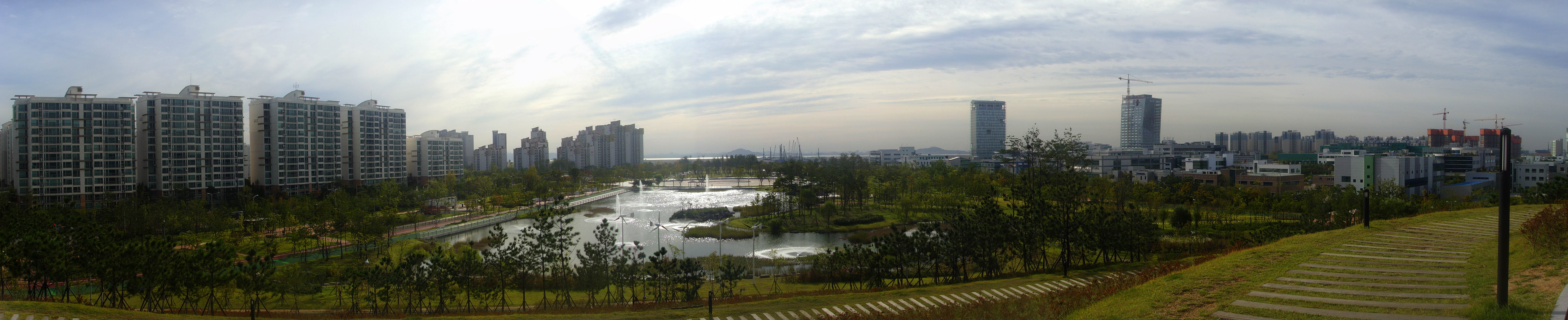
새아침 공원 파노라마.

## 주거 시설
아파트
| 단지명                     | 건설사                         | 시행사                                | 주소                                  | 입주        | 비고 |
| -------------------------- | ------------------------------ | ------------------------------------- | ------------------------------------- | ----------- | ---- |
| 송도 글로벌파크 베르디움   | 호반건설                       | ㈜송도베스트타운                      |                                       |             |      |
| 송도 베르디움 더 퍼스트    | 호반건설                       | ㈜송도알씨원피에프브이                |                                       |             |      |
| 송도 베르디움 오션파크     | 호반건설                       | ㈜송도에이투피에프브이                |                                       |             |      |
| 송도 SK VIEW               | 에스케이에코플랜트㈜           | ㈜웨이브시티개발 ㈜건물과사람들       |                                       |             |      |
| 송도 럭스오션 SK VIEW      | 에스케이에코플랜트㈜           | 아시아신탁㈜ 디에스네트웍스㈜         |                                       |             |      |
| 힐스테이트 송도 레이크     | 현대건설                       | 송도랜드마크시티(유)                  |                                       |             |      |
| 힐스테이트 송도 레이크 2차 | 현대건설                       | 송도랜드마크시티(유)                  |                                       |             |      |
| 힐스테이트 송도 레이크 3차 | 현대건설                       | 송도랜드마크시티(유)                  |                                       |             |      |
| 힐스테이트 송도 레이크 4차 | 현대건설                       | 송도랜드마크시티(유)                  |                                       |             |      |
| 힐스테이트 송도 레이크 5차 | 현대건설                       | 송도랜드마크시티(유)                  |                                       |             |      |
| 송도 푸르지오 글로벌캠퍼스 | 대우건설                       | 대우건설                              | 연수구 송도문화로28번길 28            | 2013년 10월 |      |
| 송도 푸르지오 에듀포레     | 대우건설                       | 새마루송도제일차피에프브이㈜          | 연수구 송도문화로84번길 24            | 2016년 8월  |      |
| 송도자이 더 스타           | 지에스건설㈜                   | 무궁화신탁㈜ ㈜화이트코리아           |                                       | 2024년 12월 |      |
| 송도자이 크리스탈 오션     | 지에스건설㈜                   | 지에스건설㈜                          |                                       | 2024년 6월  |      |
| 송도자이 풍경채 그라노블   | 지에스건설㈜ ㈜제일건설        | ㈜송도국제화복합단지개발              |                                       |             |      |
| 송도 더샵 센트럴시티       | 포스코이앤씨                   | 피에프브이민㈜ ㈜대상산업 ㈜유성      |                                       | 2018년 9월  |      |
| 송도 더샵 그린스퀘어       | 포스코이앤씨                   | 송도주택피에프브이㈜ ㈜세계건설       | 연수구 송도문화로28번길 81            | 2014년 3월  |      |
| 송도 더샵 그린워크         | 포스코이앤씨                   | 송도국제도시개발(유)                  |                                       | 2014년 9월  |      |
| 송도 더샵 그린워크         | 포스코이앤씨                   | 송도국제도시개발(유)                  |                                       | 2014년 9월  |      |
| 송도 더샵 그린워크         | 포스코이앤씨                   | 아시아신탁㈜ 송도국제도시개발(유)     | 연수구 아트센터대로97번길 20 (17블록) | 2015년 10월 |      |
| 송도 더샵 프라임뷰         | 포스코이앤씨                   | 아시아신탁㈜ 송도국제도시개발(유)     |                                       | 2021년 11월 |      |
| 송도 더샵 프라임뷰         | 포스코이앤씨                   | 아시아신탁㈜ 송도국제도시개발(유)     | 2022년 8월                            |             |      |
| 송도 더샵 센터니얼         | 포스코이앤씨                   | ㈜신한자산신탁 송도국제도시개발(유)   | 연수구 컨벤시아대로274번길 62         | 2023년 5월  |      |
| 송도 더샵 마리나베이       | 포스코이앤씨                   | 센토피아송도랜드마크시티 지역주택조합 |                                       | 2020년 7월  |      |
| 송도 더샵 파크애비뉴       | 포스코이앤씨                   |                                       |                                       | 2018년 11월 |      |
| 송도 더샵 마스터뷰         | 포스코이앤씨                   | 송도국제도시개발(유)                  |                                       | 2015년 8월  |      |
| 송도 더샵 마스터뷰         | 포스코이앤씨                   | 송도국제도시개발(유)                  |                                       | 2015년 8월  |      |
| 송도 더샵 마스터뷰         | 포스코이앤씨                   | 송도국제도시개발(유)                  |                                       | 2015년 8월  |      |
| 송도 더샵 퍼스트파크       | 포스코이앤씨                   | 송도국제도시개발(유)                  |                                       | 2017년 11월 |      |
| 송도 더샵 퍼스트파크       | 포스코이앤씨                   | 송도국제도시개발(유)                  |                                       | 2017년 11월 |      |
| 송도 더샵 퍼스트파크       | 포스코이앤씨                   | 송도국제도시개발(유)                  |                                       | 2017년 11월 |      |
| 송도 웰카운티 1단지        | 지에스건설㈜                   | 인천도시공사                          | 연수구 해송로 143                     | 2008년 2월  |      |
| 송도 웰카운티 2단지        | 대우건설                       | 인천도시공사                          | 연수구 해송로 70                      | 2007년 8월  |      |
| 송도 웰카운티 3단지        | 현진㈜                         | 인천도시공사                          | 연수구 해송로30번길 19                | 2010년 3월  |      |
| 송도 웰카운티 4단지        | 풍림산업                       | 인천도시공사                          | 연수구 해송로30번길 20                | 2010년 2월  |      |
| e편한세상 송도             | 대림산업                       | 송도포레스트카운티 지역주택조합       | 연수구 랜드마크로 113                 | 2018년 11월 |      |
| 송도 성지리벨루스          | ㈜성지건설                     | ㈜성지건설                            | 연수구 신송로6번길 7                  | 2006년 6월  |      |
| 송도 금호어울림            | 금호산업                       | ㈜경화토건                            | 연수구 해돋이로84번길 30              | 2005년 6월  |      |
| 송도 풍림아이원 1단지      | 풍림산업                       | 금아산업㈜                            | 연수구 신송로118번길 6                | 2005년 7월  |      |
| 송도 풍림아이원 2단지      | 풍림산업                       | 풍림산업                              | 연수구 해돋이로120번길 16             | 2005년 7월  |      |
| 송도 풍림아이원 3단지      | 풍림산업                       | 일주건설㈜                            | 연수구 해돋이로84번길 29              | 2005년 7월  |      |
| 송도 풍림아이원 6단지      | 풍림산업                       | 일주건설㈜                            | 연수구 해돋이로84번길 10              | 2005년 3월  |      |
| 송도 풍림아이원 4단지      | 풍림산업                       | 풍림산업                              | 연수구 신송로82번길 6                 | 2005년 3월  |      |
| 송도 아이파크              | 현대산업개발                   | 현대산업개발                          | 연수구 해돋이로6번길 7                | 2005년 8월  |      |
| 송도 한진해모로            | 한진중공업㈜ 건설부문          | 한진중공업㈜ 건설부문                 | 연수구 해돋이로6번길 33               | 2006년 5월  |      |
| 송도 해모로 월드뷰         | 한진중공업㈜ 건설부문          | ㈜송도국제화복합단지개발              |                                       | 2012년 12월 |      |
| 송도 캐슬 앤 해모로        | 롯데건설 한진중공업㈜ 건설부문 | ㈜송도국제화복합단지개발              |                                       | 2013년 9월  |      |

주상복합
| 단지명                       | 건설사       | 시행사               | 주소                    | 입주       | 비고 |
| ---------------------------- | ------------ | -------------------- | ----------------------- | ---------- | ---- |
| 송도 랜드마크시티 센트럴더샵 | 포스코이앤씨 |                      |                         |            |      |
| 더샵 송도 아크베이           | 포스코이앤씨 | 송도국제도시개발(유) | 연수구 워터프런트로 150 | 2025년 3월 |      |
| 송도 더샵 퍼스트월드         | 포스코이앤씨 |                      |                         |            |      |
| 송도 더샵 센트럴파크 1차     | 포스코이앤씨 |                      |                         |            |      |
| 송도 더샵 센트럴파크 2차     | 포스코이앤씨 |                      |                         |            |      |
| 송도 디에트르 시그니처뷰     | 대방건설     | ㈜디엠개발           |                         | 2023년 9월 |      |
| 힐스테이트 송도 더 스카이    | 현대건설     |                      |                         |            |      |
| 힐스테이트 송도 더 테라스    | 현대건설     |                      |                         |            |      |
| 호반써밋 송도                | 호반건설     |                      |                         |            |      |

## 유통
- 롯데마트 송도점
- 홈플러스 송도점
- 현대프리미엄아울렛 송도점

## 같이 보기
- 인천경제자유구역
- 유비쿼터스 도시
- 2009 인천세계도시축전
- 후쿠오카 아일랜드시티